# Еммі Нетер
Еммі Амалі Нетер (або Ньотер;нім. Amalie Emmy Noether; нар. 23 березня 1882, Ерланген, Німеччина — пом. 14 квітня 1935, Брін-Мор, Пенсільванія, США) — видатна німецька математикиня, найбільш відома внеском у абстрактну алгебру і теоретичну фізику. Павло Александров, Альберт Ейнштейн, Жан Д'єдонне, Герман Вейль і Норберт Вінер вважали її найвизначнішою жінкою в історії математики. Як одна з найвидатніших математиків ХХ ст., докорінно змінила теорію кілець, полів і алгебр. У фізиці теорема Нетер пояснює зв'язок між симетрією та законами збереження.
Народилася в єврейській родині у франконському місті Ерланген. Її батьки, математик Макс Нетер та Іда Амалія Кауфман, походили із заможних купецьких родин. Мала трьох братів: Альфреда, Роберта і Фріца (німецький і радянський математик).
Спочатку планувала викладати англійську та французьку після здачі відповідних іспитів, але замість цього почала вивчати математику в Університеті Ерлангена, де викладав її батько. Після захисту в 1907 році дисертації під керівництвом Пауля Гордана працювала в математичному інституті Університету Ерлангена безкоштовно впродовж 7 років (на той час для жінки було практично неможливо зайняти академічну посаду).
1916 року Нетер переїхала до Геттінгена, де знамениті математики Давид Гільберт і Фелікс Кляйн продовжували роботи з теорії відносності, і знання Нетер в області теорії інваріантів були їм потрібні. Гільберт намагався зробити Нетер приват-доценткою Геттінгенського університету, але всі його спроби провалилися через забобони професури, здебільшого в галузі гуманітарних наук. Нетер втім, не займаючи жодної посади, часто читала лекції за Гільберта. Лише після закінчення Першої світової вона змогла стати приват-доценткою (1919), потім позаштатною професоркою (1922).
Нетер дотримувалася соціал-демократичних поглядів. Упродовж 10 років співпрацювала з математиками СРСР; у 1928/1929 навчальному році відвідувала СРСР і читала лекції в Московському університеті, де справила вплив на Лева Понтрягіна і особливо на Павла Александрова, який до того часто бував у Геттінгені.
Нетер залишалась однією з провідних співробітниць відділу математики в Геттінгенському університеті до 1933 року, її учнів іноді називали «хлопчиками Нетер». 1924 року голландський математик Бартель ван дер Варден приєднався до її кола і невдовзі став провідним висловлювачем ідей Нетер: її робота була основою для другого тому його відомого підручника 1931 року «Сучасна алгебра». До часу виступу Нетер на пленарному засіданні Міжнародного конгресу математиків у Цюриху в 1932 році її тонке алгебраїчне чуття було визнане у всьому світі. Спільно з учнем Емілем Артіном вона отримала премію Аккермана-Тебнера за досягнення в математиці.
Після приходу нацистів до влади 1933 року євреїв усунули від викладання в університеті, і Нетер довелося емігрувати до США, викладати в жіночому коледжі Брін Мар (Пенсільванія).
Математичні праці Нетер поділяють на три періоди. У перший період (1908—1919) вона розвивала теорію інваріантів і числових полів. Її теорему про диференціальні інваріанти у варіаційному численні, теорема Нетер, називають «однією з найбільш важливих математичних теорем, які використовуються в сучасній фізиці». У другому періоді (1920—1926) вона взялася за роботу, яка змінила обличчя [абстрактної] алгебри". У своїй класичній праці Idealtheorie in Ringbereichen («Теорія ідеалів у кільцях», 1921) Нетер розробила теорію ідеалів комутативних кілець, придатну для широкого спектра застосувань. Вона знайшла витончений спосіб застосування умови обриву зростальних ланцюгів, і об'єкти, що задовольняють цій умові, називають нетеровими на її честь. Третій період (1927—1935) відзначений її публікаціями з некомутативної алгебри і гіперкомплексних чисел, Нетер об'єднала теорію представлень груп з теорією модулів та ідеалів. Крім її власних публікацій Нетер щедро ділилася своїми ідеями з іншими математиками, навіть у галузях далеких від основних напрямків досліджень Нетер, наприклад в галузі алгебраїчної топології.

## Походження

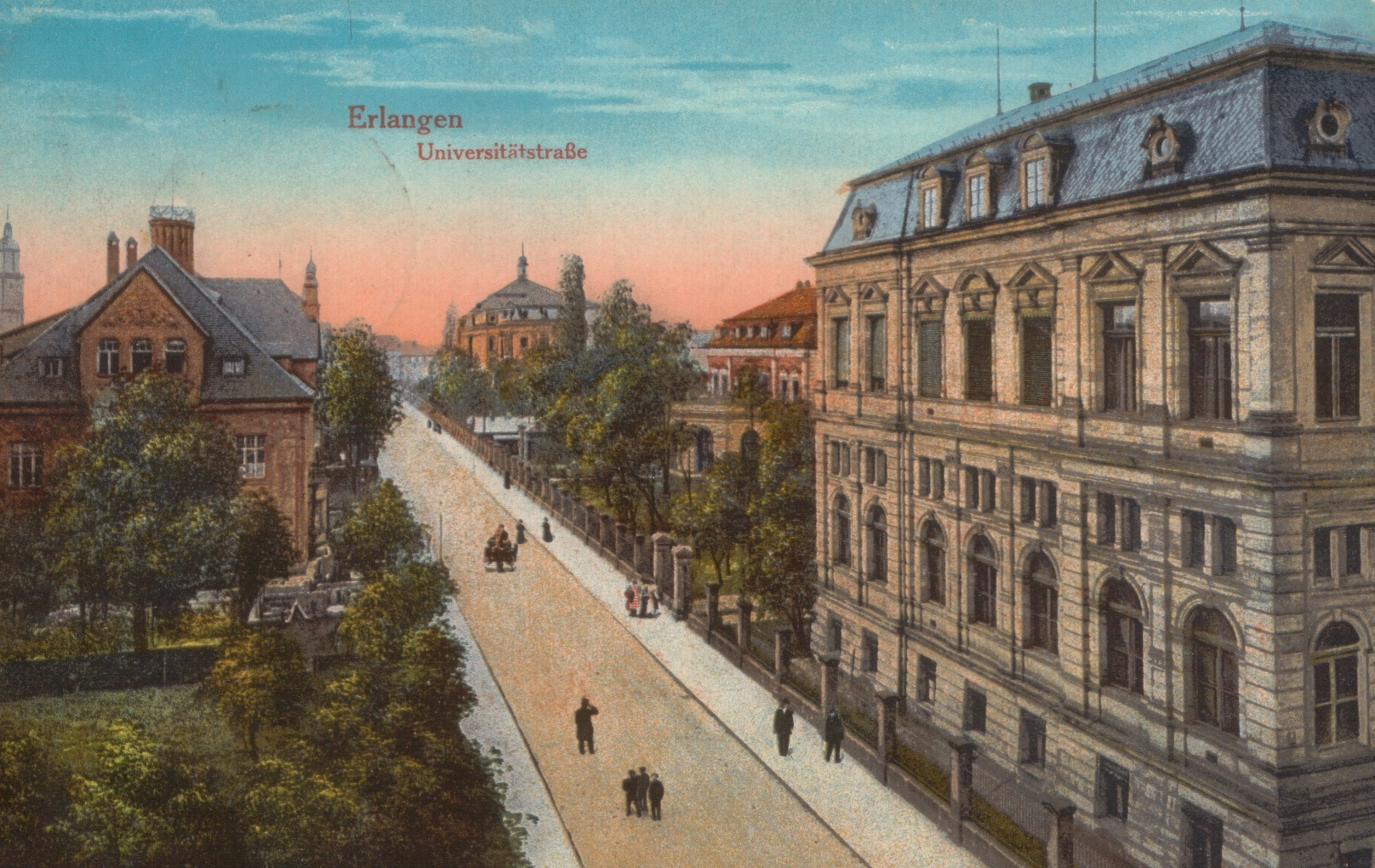
Нетер виросла в Баварському місті Ерланген, зображення міста на листівці 1916 року

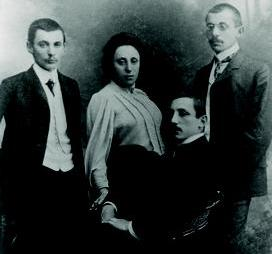
Еммі Нетер та її брати Альфред, Фріц і Роберт, зображення зроблено до 1918 року

Вершиною всього, що я почув цього літа в Геттінгені були лекції Еммі Нетер з загальної теорії ідеалів... Звичайно, самий початок теорії заклав Дедекінд, але тільки самий початок: теорія ідеалів у всьому багатстві її ідей і фактів, теорія, що справила такий величезний вплив на сучасну математику, є творіння Еммі Нетер. Я можу про це судити, тому що я знаю і роботу Дедекінда, і основні роботи Нетер з теорії ідеалів.

Лекції Нетер захопили і мене, і Урисона. Блискучими за формою вони не були, але багатством свого змісту вони підкорювали нас. З Еммі Нетер ми постійно бачилися в невимушеній обстановці і дуже багато з нею розмовляли, як на теми теорії ідеалів, так і на теми наших робіт, відразу ж її зацікавили.

Наше знайомство, яке жваво зав'язалося цього літа, дуже поглибилося наступного літа, а потім, після смерті Урисона, перейшло в ту глибоку математичну й особисту дружбу, яка існувала між Еммі Нетер і мною до кінця її життя. Останнім проявом цієї дружби з мого боку була промова в пам'ять про Еммі Нетер на зборах Московської міжнародної топологічної конференції в серпні 1935 року.
Батько Макс Нетер (1844—1921) походив із заможної родини гуртових торговців обладнанням з Мангайма — його дід Еліас Самуель 1797 року заснував сімейну торговельну фірму в Брухзалі. У 14 років його паралізувало внаслідок поліомієліту. Згодом до нього повернулася дієздатність, але одна нога залишилася ураженою. 1868 року Макс Нетер, після семи років здебільшого самостійного навчання, здобув докторський ступінь в університеті Гейдельберга. Влаштувався у баварському місті Ерланген, де зустрів Іду Амалію Кауфман (1852—1915), дочку заможного купця з Кельна Маркуса Кауфмана, і одружився з нею. Йдучи по стопах Альфреда Клебша, Макс Нетер основний внесок зробив у розвиток алгебричної геометрії. Найбільш відомі з результатів його роботи — це теорія Брілла—Нетера і теорема AF + BG.
Еммі Амалі Нетер народилася 23 березня 1882 року в німецькому містечку Ерланген (тепер входить до агломерації Нюрнберг землі Баварія) старшою з 4 дітей. Її повне ім'я — «Амалія Еммі», на честь її матері та бабусі по батьківській лінії Амалії (Мальхен) Вюрцбургер (1812—1872), але вже досить рано вона віддала перевагу другому імені. Еммі була чарівною дитиною, вирізнялася розумом і товариськістю. У Нетер була короткозорість, і в дитинстві вона трішки шепелявила. Роки по тому друг родини розповів історію, як юна Нетер на дитячому святі легко розв'язала головоломку, проявивши логічну хватку в ранньому віці[уточнити]. У дитинстві Нетер відвідувала уроки гри на фортепіано, тоді як більшість юних дівчат навчалися готування і прибирання. Але вона не відчувала пристрасті до цього виду діяльності, зате любила танцювати.
Старший з братів, Альфред, народився 1883 року, і здобув у 1909 році ступінь доктора в галузі хімії університету Ерланген. Через 9 років він помер. Фріц Нетер, який народився 1884 року, після навчання в Мюнхені домігся успіху в галузі прикладної математики. 8 вересня 1941 року розстріляний під Орлом. Молодший брат, Густав Роберт, народився 1889 року. Про його життя дуже мало відомо; він страждав від хронічної хвороби і помер у 1928 році.
Особисте життя Нетер не склалося. Невизнання, вигнання, самотність на чужині, здавалося б, повинні були зіпсувати її характер. Втім, вона майже завжди виглядала спокійною і доброзичливою. Герман Вейль писав, що навіть щасливою.

## Навчання та викладання

### Університет Ерлангена

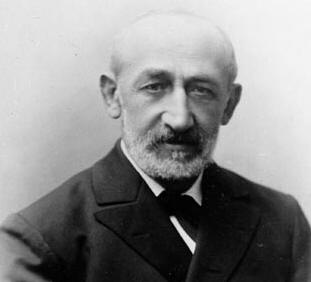
Пауль Гордан керував докторською дисертацією Нетер, присвяченою інваріантам біквадратичних форм.

Спочатку Нетер вивчала мови, плануючи стати викладачем англійської та французької, які їй з легкістю давалися. Навесні 1900 року вона склала іспит для викладачів на знання цих мов і отримала загальну оцінку «дуже добре». Кваліфікація, яку Нетер здобула, давала їй можливість викладати мови в школах для дівчат, але вона віддала перевагу подальшому навчанню в університеті Ерлангена.
Це було незвичайне для того часу рішення. За два роки до того Вчена рада університету оголосила, що введення спільного навчання «зруйнує академічні підвалини». В університеті з 986 студентів навчалося лише дві дівчини, однією з яких була Нетер. При цьому їй можна було лише відвідувати лекції без права здавати екзамени, до того ж їй потрібен був дозвіл тих професорів, чиї лекції вона хотіла відвідувати. Попри ці перешкоди, 14 липня 1903 року вона склала випускний іспит у Нюрнберзькій реальній гімназії.
Під час зимового семестру 1903—1904 Нетер вчилася в Геттінгенському університеті, відвідувала лекції астронома Карла Шварцшильда і математиків Германа Мінковського, Отто Блюменталя, Фелікса Кляйна та Давида Гільберта. Невдовзі обмеження на навчання жінок в цьому університеті було скасовано.
Нетер повернулася до Ерлангена й 24 жовтня 1904 року офіційно відновилася в університеті. Вона оголосила про своє бажання займатися суто математикою. Вона стала ученицею математика Пауля Гордана і під його керівництвом написала докторську дисертацію «Про повні системи інваріантів тернарних біквадратичних форм» (1907). Хоча працю добре прийняли, Нетер пізніше назвала її «мотлохом».
Наступні сім років (1908—1915) вона викладала в Математичному інституті університету Ерлангена безкоштовно, іноді підміняючи свого батька, коли його самопочуття не давало можливості читати лекції.

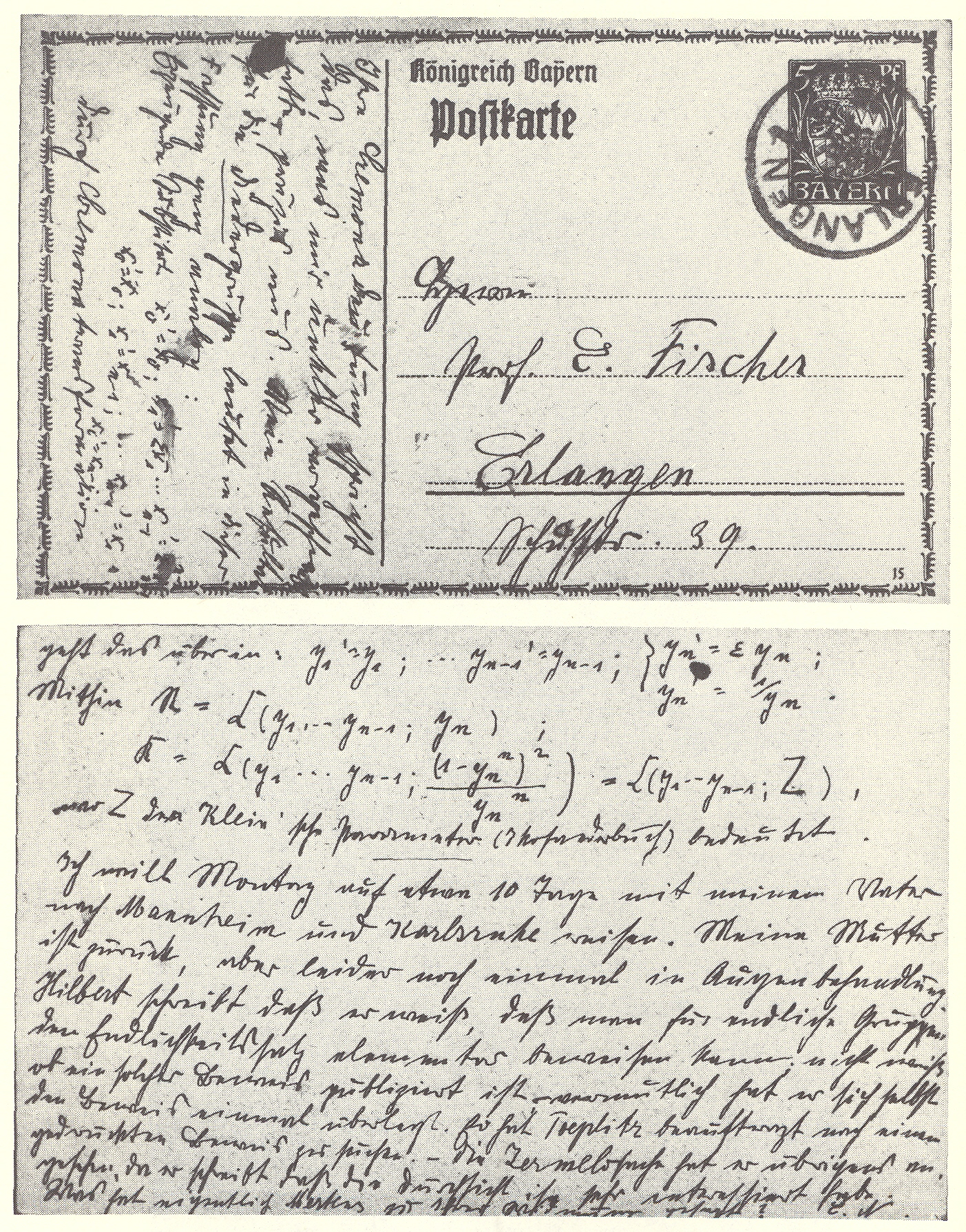
Нетер іноді використовувала листівки, щоб обговорити питання абстрактної алгебри зі своїм колегою. Поштова позначка на листівці від 10 квітня 1915 року.

Гордан пішов у відставку навесні 1910 року, але продовжував іноді викладати разом зі своїм наступником Ерхардом Шмідтом, який невдовзі після цього переїхав працювати до Вроцлава. Гордан остаточно припинив викладацьку діяльність у 1911 році, з прибуттям на місце Шмідта Ернста Фішера, а в грудні 1912 року його не стало.
За словами Германа Вейля, Фішер справив важливий вплив на Нетер, зокрема, ознайомивши її з роботами Давида Гільберта. Від 1913 до 1916 року Нетер опублікувала кілька статей, у яких узагальнила і використала методи Гільберта для вивчення таких математичних об'єктів, як поля раціональних функцій та інваріанти скінченних груп. Цей період знаменує початок її роботи в абстрактній алгебрі — галузі математики, в якій вона зробить революційні відкриття.
Нетер і Фішер діставали справжнє задоволення від математики й часто обговорювали лекції після їх завершення. Відомо, що Нетер надсилала Фішеру листівки, з яких видно, як продовжує працювати її математична думка.

### Університет Геттінгена
Навесні 1915 року Нетер дістала запрошення від Давида Гільберта і Фелікса Кляйна повернутися в університет Геттінгена. Проте їхнє бажання блокували філологи та історики з філософського факультету, які вважали, що жінка не може бути приват-доцентом. Один з викладачів висловив протест: «Що подумають наші солдати, коли вони повернуться в університет і виявлять, що вони повинні вчитися біля ніг жінки?» Гільберт відповів з обуренням, заявивши: «Не розумію, чому стать кандидата є аргументом проти обрання її приват-доцентом. Адже тут університет, а не чоловіча лазня!».

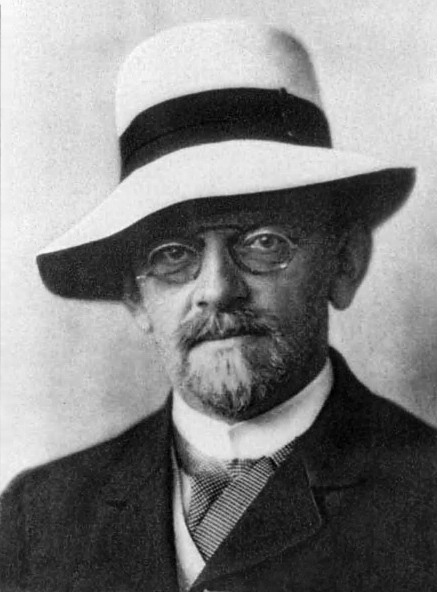
1915 року Давид Гільберт запросив Нетер приєднатися до відділу математики в Геттінгені, не звертаючи уваги на думку деяких з його колег, які вважали, що жінкам не повинно бути дозволено викладати в університеті.

Нетер поїхала до Геттінгена наприкінці квітня; через два тижні в Ерлангені раптово померла її мати. Раніше вона зверталася до лікарів з приводу очей, але природа хвороби та її зв'язок зі смертю залишилися невідомі. Приблизно тоді ж батько Нетер вийшов у відставку, а її брат, нещодавній геттінгенський студент-математик, вступив на службу в армію Німеччини для участі в Першій світовій війні. Нетер повернулася до Ерлангена на кілька тижнів, щоб доглядати за своїм старіючим батьком.
У перші роки викладання в Геттінгені Нетер не отримувала платні за роботу й не мала офіційної посади; її сім'я оплачувала проживання та харчування і цим давала можливість працювати в університеті. Вважалося, що лекції, які вона читала, були лекціями Гільберта, а Нетер виступала в ролі його асистентки.
Невдовзі після прибуття до Геттінгена Нетер продемонструвала свої здібності, довівши теорему, відому тепер як теорема Нетер, що зв'язує деякий закон збереження з будь-якою диференційованою симетрією фізичної системи. Американські фізики Леон Ледерман і Крістофер Т. Гілл пишуть у своїй книзі «Симетрія і прекрасний Всесвіт» про те, що теорема Нетер є «безумовно, однією з найважливіших математичних теорем, які використовуються в сучасній фізиці, можливо, вона перебуває на одному рівні з теоремою Піфагора».

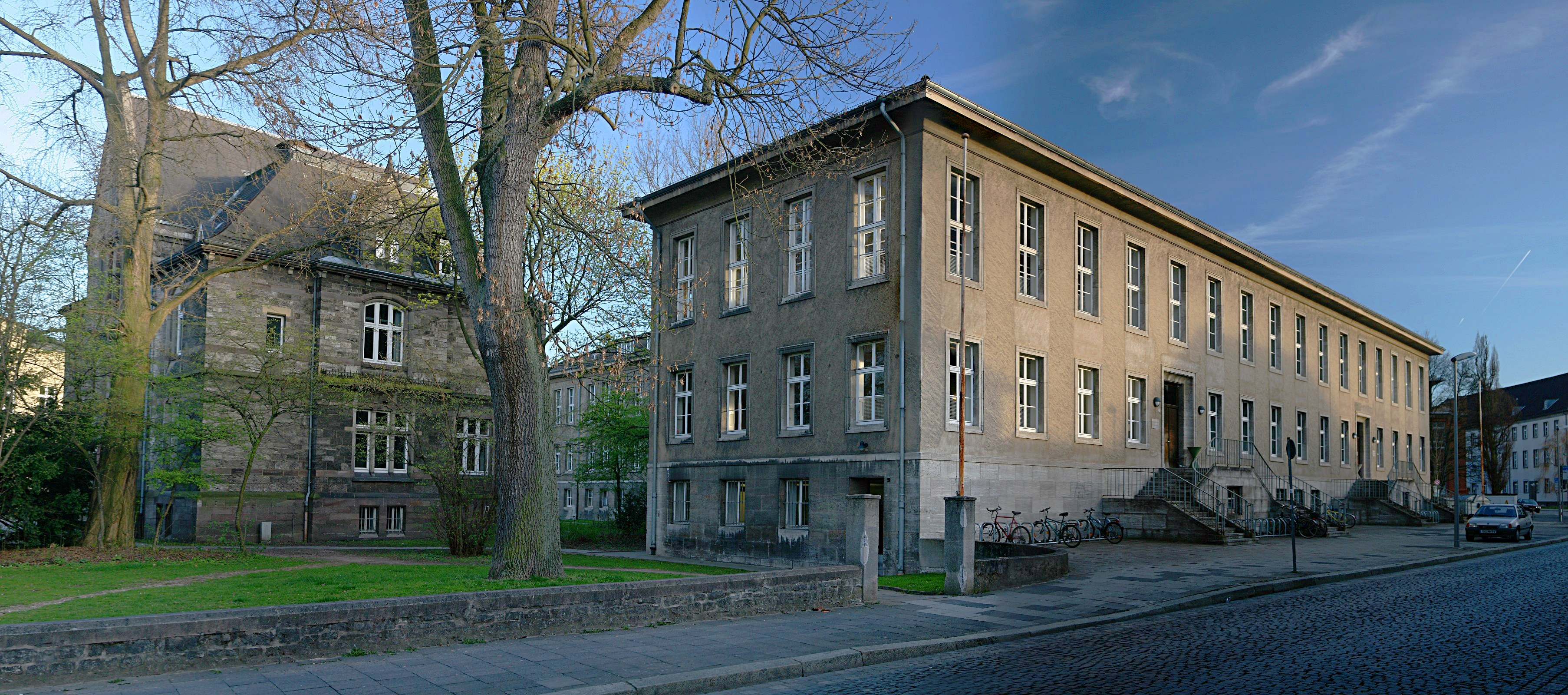
Відділ математики в університеті Геттінгена, де 1919 року Нетер було дозволено пройти процедуру габілітації, після чотирьох років викладання в ньому.

На зміну Першій світовій війні прийшла революція в Німеччині 1918—1919 років, яка позначилася падінням монархії і зробила значні зміни в соціальні відносини, зокрема розширивши права жінок. 1919 року в університеті Геттінгена Нетер було дозволено пройти процедуру габілітації, яка б дала право на здобуття посади. Усний іспит Нетер здала наприкінці травня і в червні вона успішно захистила докторську дисертацію. Еммі Нетер стала першою в історії університету жінкою приват-доцентом. Це була найнижча сходинка, навіть не посада.
Три роки по тому Нетер отримала лист від прусського міністра науки, мистецтва і народної освіти Отто Беліца, в якому йшлося про присвоєння їй титулу позаштатного екстраординарного професора (асистента) з обмеженими внутрішніми правами і функціями. Це звання було нижчим від «ординарного» професора, що належало до посад державної служби. Хоча це звання і було визнанням важливості роботи Нетер, але все ще не давало їй ніякої зарплатні. Рік по тому становище змінилося, і її призначили на посаду Lehrbeauftragte für Algebra («лектора з алгебри»).
У зв'язку з інфляцією і зниженням платоспроможності студентів матеріальний стан Еммі Нетер погіршав. Зусиллями Ріхарда Куранта Нетер почали щомісячно видавати 200—400 марок «викладацької стипендії на прожиття», що потребувало кожного року міністерського затвердження. У Геттінгені вона так і не домоглася штатної посади з гарантованою оплатою. Еммі також не була членом жодної з академій. Її не обрали навіть до Геттінгенського королівського наукового товариства.
|                | Традиції, забобони, зовнішні міркування пересилили її наукові заслуги і наукову велич, які на той час вже не заперечувались ніким |
| — Герман Вейль | |

Проте якраз у Геттінгені Нетер заклала основи зовсім нової алгебри, яку тепер називають загальною, або абстрактною (тобто теорію кілець, полів, ідеалів).

### Засадничі праці в галузі абстрактної алгебри
Хоча теорема Нетер справила глибокий вплив на фізику, але математики передусім її пам'ятають за величезний внесок у загальну алгебру. У передмові до збірки статей Нетер Натан Джекобсон пише, що «розвиток загальної алгебри, яка стала одним з найбільш примітних нововведень математики двадцятого століття, значною мірою заслуга Нетер — її опублікованих статей, її лекцій, її особистого впливу на сучасників».
Новаторську роботу з алгебри Нетер розпочала 1920 року, опублікувавши спільну з Шмайдлером статтю, в якій вони визначили ліві та праві ідеали кілець. Наступного року вона опублікувала статтю під назвою Idealtheorie in Ringbereichen («Теорія ідеалів у кільцях»), аналізуючи умову обриву зростальних ланцюгів ідеалів. Відомий алгебраїст Ірвінг Капланський назвав цю роботу «революційною». Після видання статті з'явилося поняття «нетерового кільця» і деякі інші математичні об'єкти також стали носити назву «нетерових».
У 1924 році молодий голландський математик Бартель ван дер Варден прибув до університету Геттінгена. Він одразу ж приступив до спільної роботи з Нетер. Ван дер Варден пізніше сказав, що її оригінальність була «абсолютно поза конкуренцією». Він як ніхто інший сприяв поширенню її ідей. 1931 року він опублікував підручник «Сучасна алгебра»; при написанні другого томи свого підручника він багато запозичив з робіт Нетер. Хоча Нетер не шукала визнання своїх заслуг, у сьомому виданні ван дер Варден додав примітку про те, що його книга «частково заснована на лекціях Еміля Артіна і Емми Нетер». Відомо, що багато ідей Нетер були вперше опубліковані її колегами і студентами. Вона дозволяла їм це робити для розвитку їхніх кар'єр за рахунок власної. Герман Вейль писав:
|  | Значна частина того, що становить зміст другого тому «Сучасної алгебри» (Тепер просто «Алгебр») ван дер Вардена, має належати Еммі Нетер. |

Візит ван дер Вардена був одним з великої кількості візитів математиків зі всього світу до Геттінгена, який став головним центром математичних і фізичних досліджень. З 1926 по 1930 рік російський тополог Павло Александров читав лекції в університеті; він і Нетер швидко стали добрими друзями. Він називав її дер Нетер, використовуючи цей чоловічий німецький артикль як знак поваги. Вона спробувала випросити йому місце професора в Геттінгені, але змогла лише домовитися про те, щоб йому виплачували стипендію Фонду Рокфеллера. Вони регулярно зустрічалися і насолоджувалися дискусіями про зв'язки алгебри і топології. 1935 року в промові, присвяченій пам'яті науковиці, Александров назвав Еммі Нетер «найвизначнішою жінкою-математиком усіх часів».

### Лекції та студенти

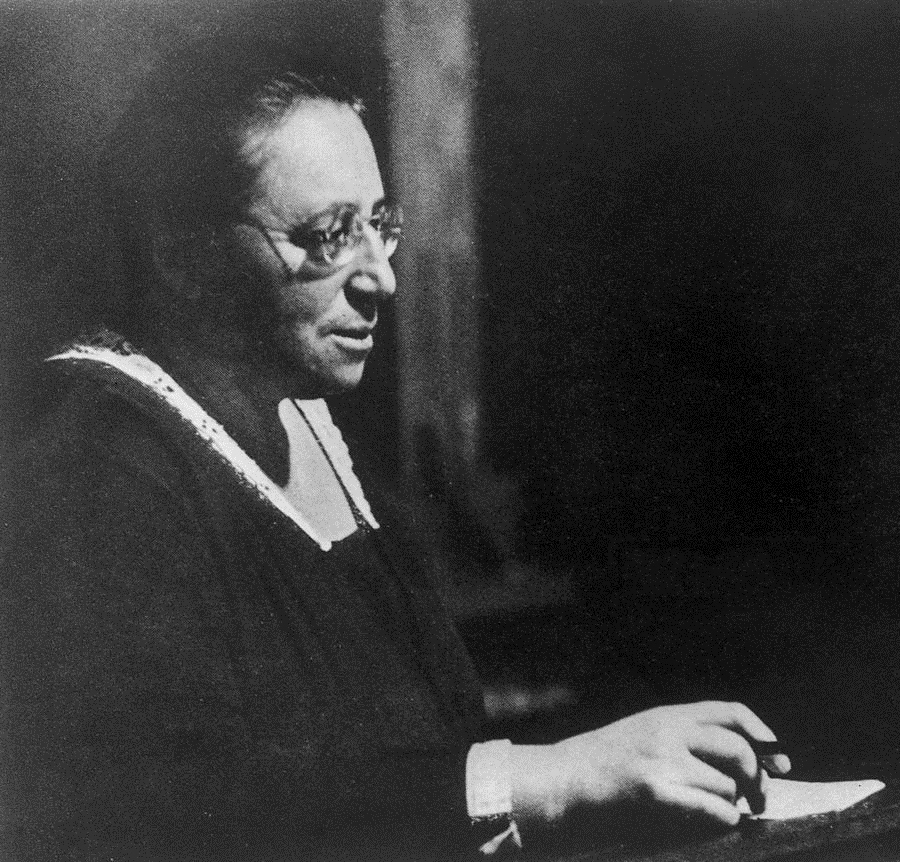
Еммі Нетер. Близько 1930

У Геттінгені Нетер підготувала понад десяток аспірантів; її першою випускницею була Грета Герман, яка захистила дисертацію в лютому 1925 року. Пізніше вона шанобливо назвала Нетер своєю «мамою дисертації». Нетер також керувала роботами Макса Дьюрінга, Ганса Фіттінга і Цзена Чінг Цзе. Вона також тісно співпрацювала з Вольфгангом Крулем, який зробив великий внесок у розвиток комутативної алгебри, довівши теорему Круля про головний ідеал і розробивши теорію розмірності комутативних кілець.
На додаток до її математичної проникливості, Нетер поважали за увагу до навколишніх. Хоча вона іноді діяла грубо стосовно тих, хто був не згоден з нею, втім, вона була люб'язною і терплячою щодо нових студентів. За її прагнення до математичної точності один з колег назвав Нетер «суворим критиком». Попри це, в ній уживалося і дбайливе ставлення до людей. Пізніше колега описав її так: «Абсолютно не егоїстична і не пихата, вона не робила нічого для себе, вище за все вона ставила роботи своїх учнів».
|                     | Її ж власна душевна доброта без найменшого хизування й нещирості, її життєрадісність і доступність, її здатність не помічати несуттєве, створювали навколо неї атмосферу тепла, спокою і легкої радості. Зворушливою була її любов до учнів, які заміняли їй відсутність власної сім'ї. Жіночість її психіки виявлялась у м'якому й тонкому ліризмі відносин, що зв'язували її з людьми |
| — Павло Александров | |

|                | Еммі Нетер ніколи не вірила в зло, їй навіть на думку не могло спасти, що зло може щось відігравати серед людей |
| — Герман Вейль | |

Її скромний спосіб життя спочатку був пов'язаний з тим, що її роботу не оплачували. Однак навіть після того, як університет почав виплачувати їй невелику зарплатню в 1923 році, вона продовжувала вести простий і скромний спосіб життя. Пізніше вона стала отримувати більш щедру винагороду за свою роботу, але відкладала половину своєї зарплатні, щоб потім заповісти її племіннику, Готфріду Е. Нетеру.
Нетер не дуже дбала про свій зовнішній вигляд і манери, біографи припускають, що вона була повністю зосереджена на науці. Видатний алгебраїст Ольга Тодд описала обід, під час якого Нетер, бувши повністю занурена в обговорення математики, «відчайдушно жестикулювала, постійно проливаючи їжу й витираючи її зі своєї сукні з незворушним виглядом».
Попри свої математичні досягнення, Еммі Нетер була посереднім викладачем. На її заняття зазвичай приходило від п'яти до десяти слухачів, здебільшого іноземці. Лише одного разу на лекцію прийшло близько 100 осіб (як виявилося потім, це були гості університету).
Згідно з некрологом ван дер Вардена Нетер не дотримувалася плану уроку на своїх лекціях, що засмучувало деяких студентів. Замість цього вона використовувала час лекцій для спонтанних обговорень зі студентами, щоб продумати і прояснити важливі проблеми, які лежать на передньому краї математики. Деякі з найбільш важливих результатів її роботи одержано в ході цих лекцій, конспекти лекцій її студентів сформували основу для підручників ван дер Вардена і Дьюрінга. Відомо, що Нетер прочитала в Геттінгені щонайменше п'ять семестрових курсів:
- Зима 1924/25: «Теорія груп і гіперкомплексні числа»,
- Зима 1927/28: «Гіперкомплексні величини і теорія представлень»,
- Літо 1928 року: «Некомутативна алгебра»,
- Літо 1929 року: «Некомутативна арифметика»,
- Зима 1929/30: «Алгебра гіперкомплексних величин».

Ці курси часто передували основним публікаціям у цих областях.
Нетер говорила швидко, що вимагало великої концентрації уваги від студентів. Студенти, які не любили її стиль, часто відчували себе відчуженими. Деякі учні помічали, що вона занадто схильна до спонтанних дискусій. Найвідданіші учні, однак, захоплювалися ентузіазмом, з яким вона подавала математику, особливо, коли її лекції будувалися на виконаній раніше разом з цими учнями роботі.
Нетер доводила відданість і предмету, і своїм учням, тим, що продовжувала займатися ними після лекцій. Одного разу, коли будівлю університету закрили з нагоди державного свята, вона зібрала клас на ґанку, провела їх через ліс і прочитала лекцію в місцевому кафе. 1933 року, після приходу до влади націонал-соціалістичного уряду, Нетер звільнили з університету. Вона запрошувала студентів у свій будинок, щоб обговорити плани на майбутнє і питання математики.

### Москва

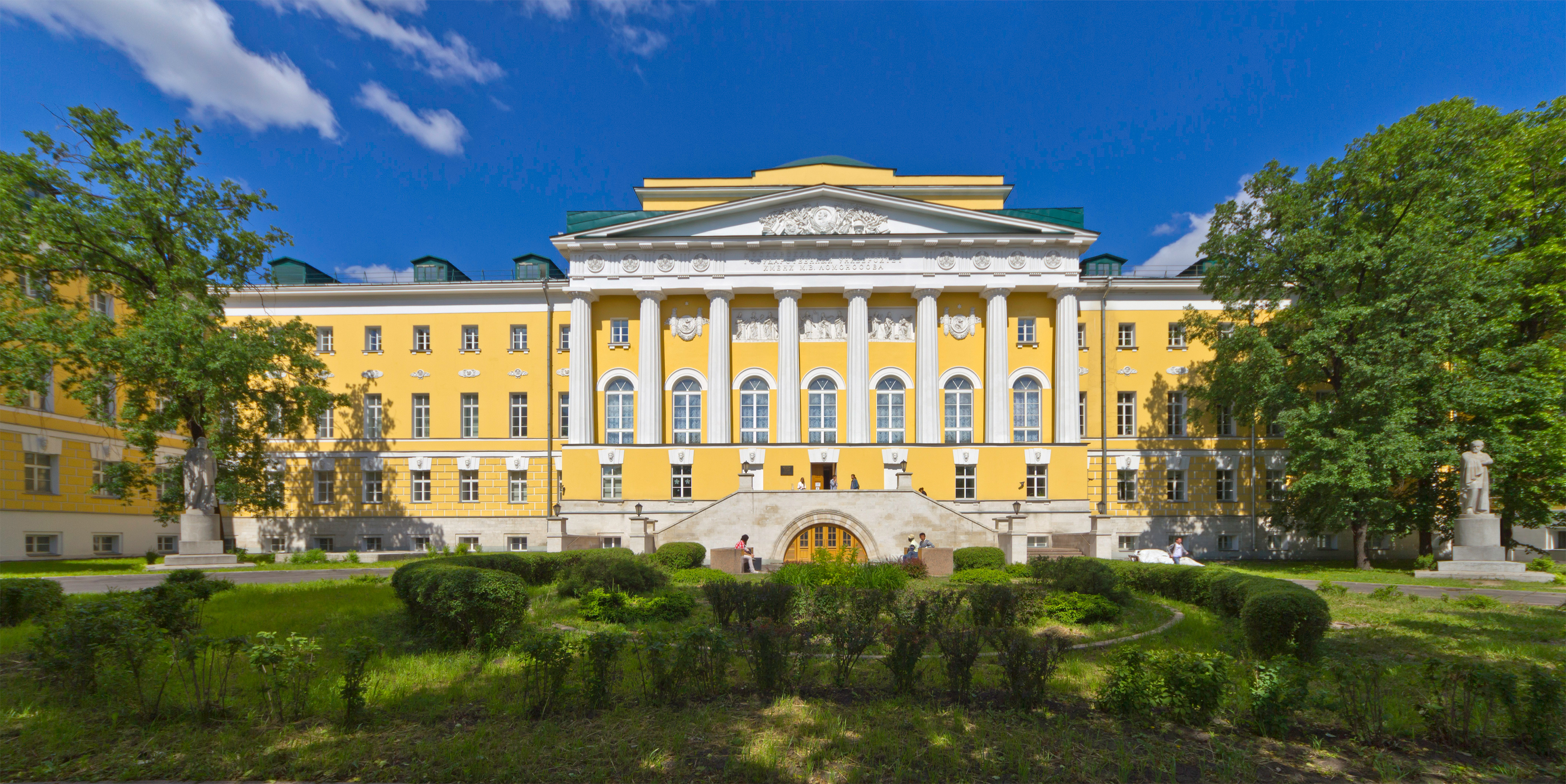
Нетер викладала в МДУ впродовж зими 1928—1929 років.

Взимку 1928-29 років Нетер прийняла запрошення попрацювати в Московському державному університеті, де продовжила роботу з Павлом Александровим. Крім продовження своїх досліджень, Нетер викладала абстрактну алгебру і алгебричну геометрію. Вона також працювала з топологами Левом Понтрягіним і Миколою Чеботарьовим, які пізніше віддали їй належне за внесок у розвиток теорії Галуа.
Політика не посідала центральне місце в житті Нетер, але вона проявила значний інтерес до революції 1917 року. Вона вважала, що прихід до влади більшовиків сприяв розвитку математики в Радянському Союзі. Її ставлення до СРСР призвело до проблем у Німеччині: згодом її виселили з будівлі пансіонату, після того як лідери студентів заявили, що вони не бажають жити під одним дахом з «по-марксистському налаштованою єврейкою».

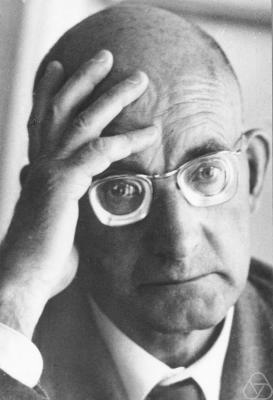
Павло Александров

Нетер планувала повернутися до Москви, де вона отримувала підтримку від Александрова. Після її від'їзду з Німеччини 1933 року він спробував отримати для неї кафедру в МДУ. Хоча ці зусилля виявилися безуспішними, Нетер і Александров листувалися щодо можливості її переїзду до Москви. Водночас її брат Фріц після втрати роботи в Німеччині отримав посаду в Науково-дослідному інституті математики і механіки в Томську.

### Визнання
1932 року Нетер, спільно зі своїм учнем Емілем Артіном, отримала премію Акермана–Тебнера за досягнення в математиці. Приз становив у грошовому еквіваленті 500 рейхсмарок і є офіційним визнанням (хоча й з великою затримкою) її значної роботи в цій галузі. Втім, її колеги висловили розчарування у зв'язку з тим, що Нетер не була обраною в Академію наук Геттінгена і ніколи не була призначеною на посаду ординарного професора.

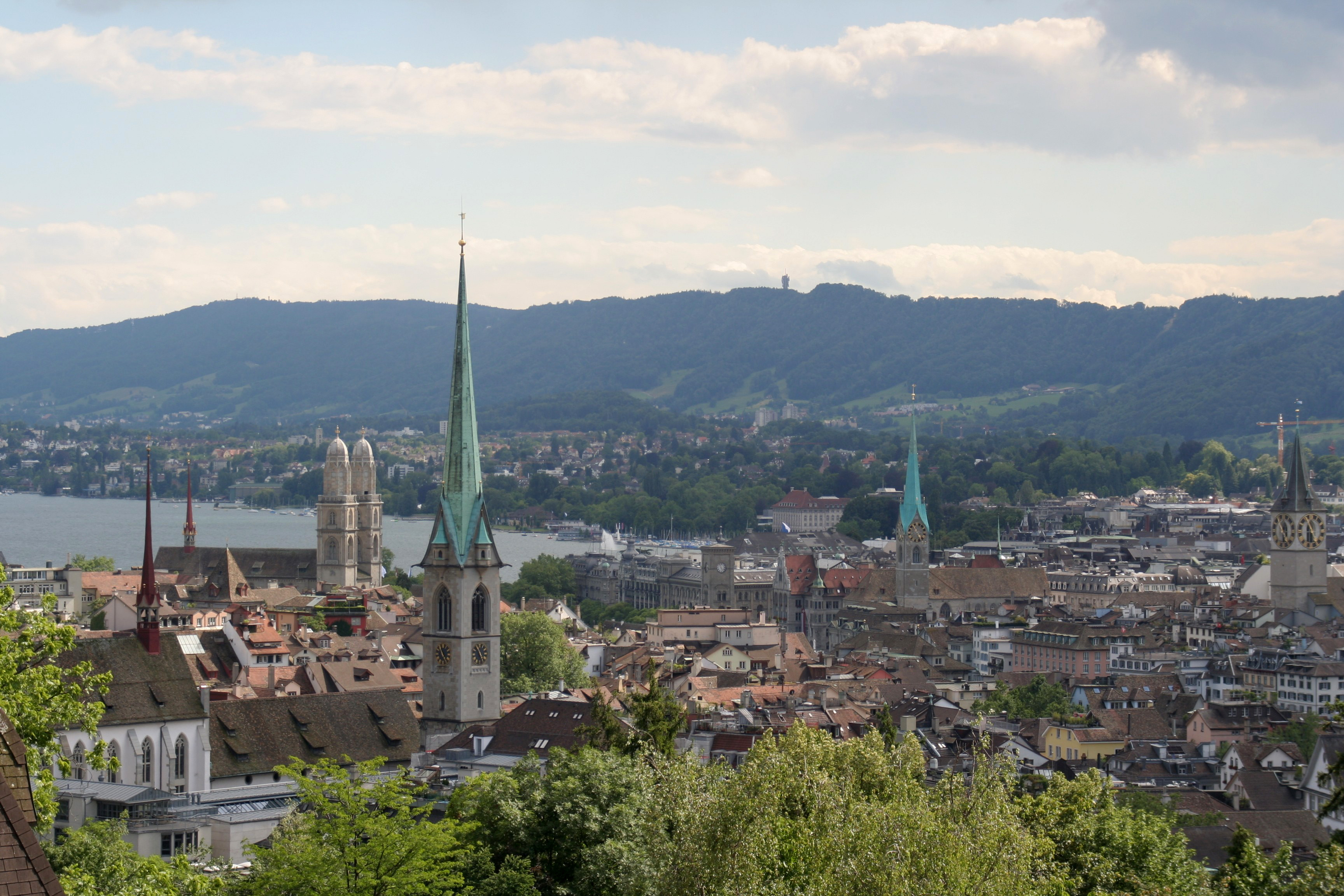
Нетер відвідала Цюрих у 1932 році, щоб виступити на пленарному засіданні Міжнародного конгресу математиків.

Колеги Нетер відсвяткували її п'ятдесятий день народження 1932 року в стилі, типовому для математиків. Гельмут Гассе присвятив їй статтю в журналі Mathematische Annalen, в якій він підтвердив її підозри, що деякі аспекти некомутативної алгебри простіші, ніж у комутативній алгебрі, довівши некомутативний закон взаємності. Їй це страшенно сподобалося. Він також загадав їй математичну загадку — «mμν-загадку складів», яку вона відразу ж розгадала. Загадку втрачено.
У листопаді того самого року Нетер виступила на пленарному засіданні Міжнародного конгресу математиків у Цюриху з доповіддю про «гіперкомплексні системи та їхні зв'язки з комутативною алгеброю і теорією чисел». Конгрес відвідало 800 осіб, зокрема колеги Нетер Герман Вейль, Едмунд Ландау і Вольфганг Круль. На конгресі представлено 420 офіційних учасників та 21 пленарна доповідь. Першочерговий виступ Нетер з доповіддю був визнанням важливості її вкладу в математику. Іноді участь у конгресі 1932 року вважають найвищою точкою в кар'єрі Нетер.

### Вигнання з Геттінгена
Після приходу 1933 року до влади в Німеччині Гітлера нацистська діяльність по всій країні різко зросла. У геттінгенському Університеті склався клімат, ворожий до професорів-євреїв. Один молодий протестувальник заявив: «Арійські студенти хочуть вивчати арійську математику, а не єврейську».
Однією з перших дій адміністрації Гітлера було прийняття «Закону про відновлення професійної цивільної служби», за яким євреїв звільняли з посад державних службовців, якщо вони «не продемонстрували свою відданість Німеччині» як ветерани Першої світової війни. У квітні 1933 року Нетер одержала повідомлення від Міністерства науки, мистецтв та освіти Пруссії, в якому йшлося про її відсторонення від права викладати в Університеті Геттінгена. Кілька колег Нетер, зокрема Макс Борн і Річард Курант, також були відсторонені. Нетер поставилася до цього рішення спокійно. Вона зосередилася на математиці, збираючи студентів у своїй квартирі й обговорюючи з ними теорію полів класів. Коли один з її студентів з'явився в нацистській формі штурмових загонів, вона не подала знаку і, за повідомленнями, навіть сміялася над цим згодом.

### Брін-Мор

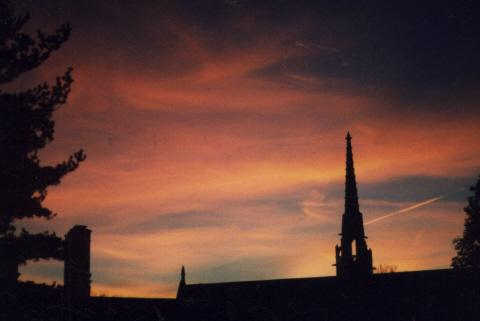
Коледж Брін Мар був домівкою для Нетер в останні два роки її життя

Коли десятки професорів, які виявилися безробітними, почали шукати роботу за межами Німеччини, їхні колеги в США доклали зусиль, щоб забезпечити їм допомогу і створити для них робочі місця. Так, наприклад, Альберт Ейнштейн і Герман Вейль отримали роботу в Інституті перспективних досліджень у Принстоні. Нетер розглядала можливість роботи в двох освітніх установах: коледжі Брін Мар у Сполучених Штатах і Сомервільському коледжі при Оксфордському університеті в Англії. Після серії переговорів з Фондом Рокфеллера Нетер одержала грант для роботи в Брін Мар і почала працювати там з кінця 1933 року.
У Брін Мар Нетер познайомилася і подружилася з Анною Вілер, яка була навчалася в Геттінгені якраз перед прибуттям туди Нетер. Ще одним з тих, хто надавав підтримку Нетер в коледжі, була президент Брін Мар Маріон Едвардс Парк, яка з ентузіазмом запрошувала інших математиків у цій області «побачити Доктора Нетер у дії». Нетер пропрацювала з невеликою групою студентів підручник ван дер Вардена «Сучасна алгебра I» і перші розділи «Теорії алгебраїчних чисел» Еріха Гекке.
1934 року Нетер почала читати лекції в Інституті перспективних досліджень у Прінстоні. Вона також працювала з Альбертом Майкельсоном і Гаррі Вандівером. Втім, вона зауважила про Принстонський університет, що її не дуже добре прийняли в цьому «чоловічому університеті, де немає нічого жіночого».
Влітку 1934 року Нетер ненадовго повернулася до Німеччини, щоб побачити Еміля Артіна і свого брата Фріца перед його переїздом до Томська. Хоча багато з її колишніх колег були змушені піти з університетів Німеччини, вона все ще мала можливість користуватися бібліотекою на правах «іноземного науковця».

## Смерть

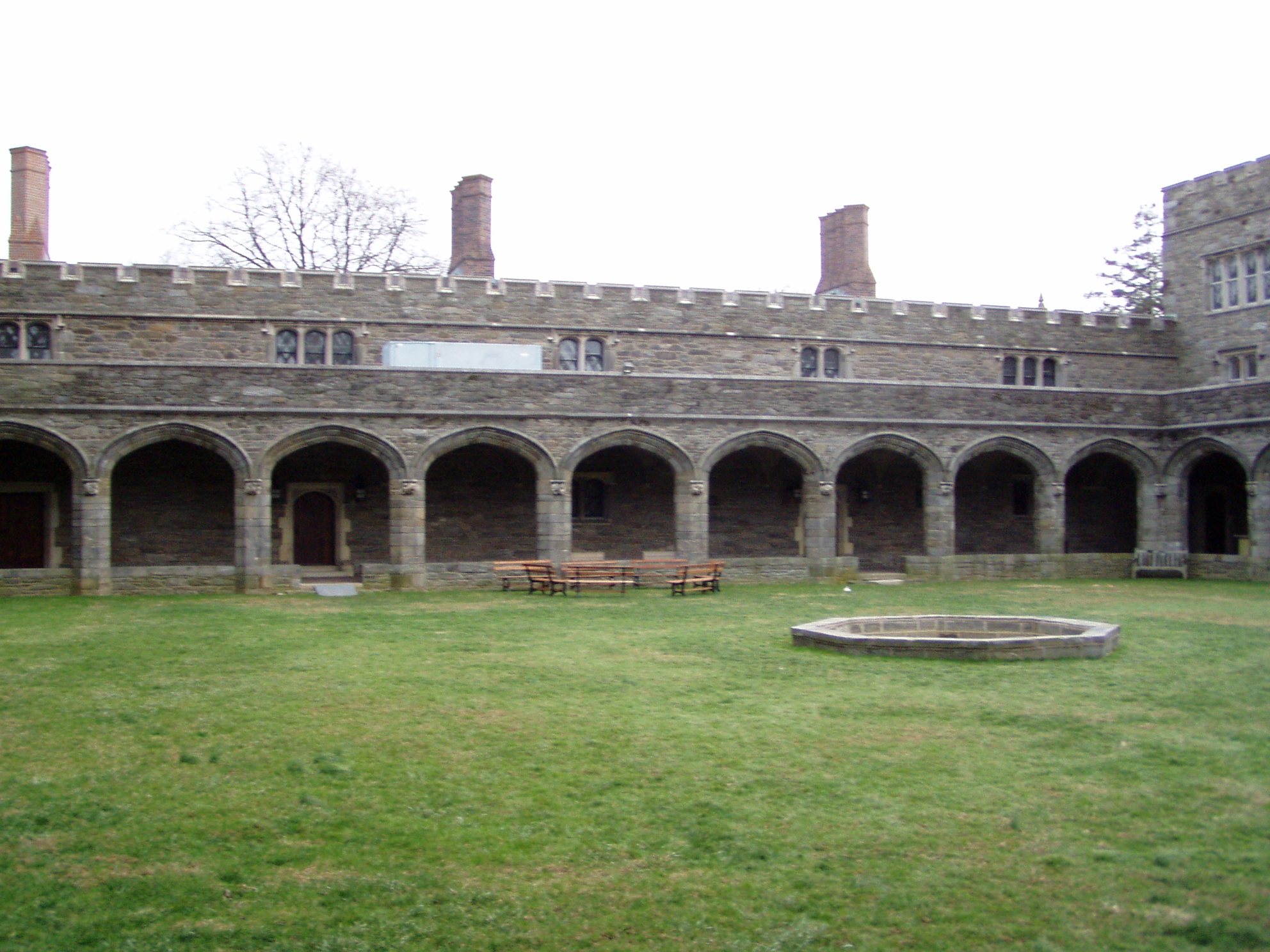
Останки Нетер поховані під стінами Коледжу Брін-Мор.

У квітні 1935 року лікарі виявили у Еммі Нетер онкологічне захворювання. Того ж року, в 53, невдовзі після операції вона померла
Один з лікарів написав:
|  | Важко сказати, що сталося з Нетер. Не виключено, що це була форма якоїсь незвичайної й небезпечної інфекції, яка вразила частину мозку, де розміщені теплові центри. |

Через кілька днів після смерті Нетер її друзі та соратники влаштували невелику поминальну службу в будинку президента коледжу Брін Мар. Герман Вейль і Річард Брауер прибули з Прінстона й багато розмовляли з Вілером і Ольгою Тодд про померлу колегу.
Тіло Еммі Нетер кремували, а прах поховали під стінами Бібліотеки Кері Томас у Брін-Морі.
Академік П. С. Александров писав:
|  | Якщо розвиток математики сьогодення безумовно протікає під знаком алгебраїзації, проникнення алгебраїчних понять і алгебраїчних методів у найрізноманітніші математичні теорії, то це стало можливим лише після робіт Еммі Нетер. |

Альберт Ейнштейн у пропам'ятній записці у зв'язку з її смертю зарахував Нетер до найбільших творчих геніїв математики.

## Внесок у математику і фізику
Здебільшого праці Нетер відносяться до алгебри, де вони сприяли створенню нового напрямку, відомого під назвою абстрактної алгебри. Внесок Нетер та її учня Вардена у цю область відіграв вирішальну роль (поряд з Емілем Артіном). Герман Вейль писав:
Значна частина того, що складає зміст другого тому «Сучасної алгебри» (тепер просто «Алгебри») ван дер Вардена, має належати Еммі Нетер 
Терміни «кільце Нетер», «модуль Нетер», теореми про нормалізацію і Теорема Ласкера — Нетер про розкладання ідеалу тепер є основними.
Великий вплив зробила Нетер на алгебризацію топології, показавши, що так звані «числа Бетті» є тільки рангами груп гомологій.
Великим є також внесок Нетер у математичну фізику, де її ім'ям називається опублікована у 1918 році фундаментальна теорема теоретичної фізики, що зв'язує закони збереження із симетріями системи (наприклад, однорідність часу тягне за собою закон збереження енергії). На цьому підході побудована серія книг «Теоретичної фізики» Ландау-Ліфшиця. Особливо важливе значення має теорема Нетер у квантовій теорії поля, де закони збереження, що випливають з існування певної групи симетрії, звичайно є головним джерелом інформації про властивості об'єктів дослідження.
Нетер проявляла схильність до абстрактного мислення, яке дозволило їй вирішувати проблеми математики новими і оригінальними способами. Друг і колега Нетер Герман Вейль розділив її наукову роботу на три періоди:
1. період відносної залежності, 1907—1919;
2. дослідження, згруповані навколо загальної теорії ідеалів, 1920—1926;
3. вивчення некомутативної алгебри та її застосування до дослідження комутативних числових полів і їх арифметики, 1927—1935.

У перший період (1907—1919) Нетер передусім працювала з диференціальними та алгебраїчними інваріантами. Її математичні обрії розширювалися, ставали більш абстрактними, на це вплинуло її знайомство з працями Давида Гільберта.
Другий період (1920—1926) був присвячений розробці математичної теорії кілець.
У третій період (1927—1935) Нетер зосередила свою увагу на вивченні некомутативної алгебри, лінійних перетворень та числових полів.
Ідеї і наукові погляди Нетер справили величезний вплив на багатьох вчених, як математиків, так і фізиків. Вона виховала ряд учнів, які стали вченими світового класу і продовжили напрямки, над якими працювала Нетер.

### Історичний контекст
Починаючи з 1832 року і до смерті Нетер в 1935 році, галузь математики, яка називається алгеброю, зазнала глибоких змін. Математики попередніх століть працювали над практичними методами розв'язання конкретних типів рівнянь, наприклад, кубічних, а також над пов'язаною з цим завданням побудовою правильних многокутників за допомогою циркуля і лінійки. Починаючи з роботи Карла Фрідріха Гаусса, який довів у 1832 році, що прості числа, такі як п'ять, можна розкласти на множення цілих гаусових чисел, введення Эваристом Галуа поняття групи перестановок у 1832 році (з причини смерті, його роботи опублікував лише 1846 року Ліувілль), відкриття кватерніонів Вільямом Ровеном Гамільтоном в 1843 році і появи поняття абстрактної групи, яке запропонував Артур Кейлі 1854 року, дослідження звернулися до визначення властивостей більш абстрактних і загальних систем. Найважливіший внесок у розвиток математики Нетер зробила за рахунок розвитку цієї нової галузі, яка називається абстрактною алгеброю.

#### Абстрактна алгебра іbegriffliche Mathematik(концептуальна математика)
Основні об'єкти абстрактної алгебри — це групи та кільця.
Група складається з множини елементів та однієї бінарної операції, яка зіставляє з кожною впорядкованою парою елементів цієї множини деякий третій елемент. Операція має задовольняти певним обмеженням — вона повинна мати властивість асоціативності, а також має існувати нейтральний елемент, і для кожного елемента має існувати обернений до нього елемент.
Кільце, аналогічно, має множину елементів, але тепер на ній визначені дві операції — додавання і множення. Кільце називається комутативним, якщо операція множення комутативна (зазвичай також мається на увазі її асоціативність та існування одиниці). Кільце, в якому є одиничний елемент і кожен ненульовий елемент має зворотний елемент відносно множення (тобто елемент х, такий, що ах = ха = 1), називають тілом. Поле визначається як комутативне тіло.
Групи часто вивчають за допомогою їх представлень. У найбільш загальному випадку, представлення групи G — це довільна множина з дією групи G на цій множині. Зазвичай множина є векторним простором, а група представляє симетрії цього простору. Наприклад, існує група обертань простору відносно деякої фіксованої точки. Обертання є симетрією простору, тому що сам простір не змінюється при обертанні, навіть якщо положення об'єктів у ньому змінюється. Нетер використовувала подібні симетрії у своїй роботі з інваріантів у фізиці.
Потужний спосіб вивчення кілець — через модулі над ними. Модуль над кільцем складається з множини, яка називається множиною елементів модуля, зазвичай відмінної від множини елементів кільця, бінарної операції на множині елементів модуля, а також операції, яка приймає елемент кільця і елемент модуля і обертає елемент модуля. Поняття модуля є аналогом поняття представлення для випадку кілець: забування операції множення в кільці зіставляє з модулем над цим кільцем представлення групи. Реальною користю від модулів є те, що вивчення різних модулів над цим кільцем і їх взаємодій дозволяє виявити структуру кільця, яку не видно при розгляді самого кільця. Важливим окремим випадком цієї структури є алгебра. (Слово «алгебра» означає як розділ математики, так і один з об'єктів вивчення в цьому розділі.) Алгебра складається з двох кілець і операції, яка приймає по одному елементу з кожного кільця і повертає елемент другого кільця, перетворюючи друге кільце в модуль над першим. Часто перше кільце є полем.
Такі слова, як «елемент» і «бінарна операція» мають дуже загальний характер, і можуть бути використані в багатьох конкретних і абстрактних ситуаціях. Будь-яка множина предметів, які задовольняють всім аксіомам для однієї (або двох), визначених на ньому операцій, є групою (або кільцем), і підлягає всім теоремам про групи (або кільця). Цілі числа та операції додавання і множення є лише одним з прикладів. Наприклад, елементами можуть бути машинні слова, першою бінарною операцією — «виключальне або», а другою — кон'юнкція. Теореми абстрактної алгебри є потужними, оскільки вони описують багато систем. Талант Нетер полягав у тому, щоб визначити максимальний набір властивостей, які є наслідками цього набору, і назад, визначити мінімальний набір властивостей, які відповідають за конкретні спостереження. На відміну від більшості математиків, Нетер не отримувала абстракції шляхом узагальнення відомих прикладів; швидше, вона працювала безпосередньо з абстракціями. Ван дер Варден згадував у некролозі про неї:
|  | Максиму, за якою йшла Еммі Нетер упродовж своєї роботи, можна сформулювати таким чином: будь-який взаємозв'язок між числами, функціями та операціями стає прозорим, що піддається узагальненню, і продуктивним лише після того, як його відокремлюють від будь-яких конкретних об'єктів і зводять до загальнозначущих понять.Оригінальний текст (англ.) [Any relationships between numbers, functions, and operations become transparent, generally applicable, and fully productive only after they have been isolated from their particular objects and been formulated as universally valid concepts.] Помилка: [undefined] Помилка: {{Lang}}: немає тексту (допомога): не вказано код мови (допомога) |

Це чисто концептуальна математика (begriffliche Mathematik), характерна для Нетер. Цей напрямок прийняли й інші математики, особливо ті, хто тоді займався вивченням абстрактної алгебри.

##### Цілі числа і кільця
Цілі числа утворюють комутативне кільце відносно операцій додавання і множення. Будь-яку пару цілих чисел можна скласти або перемножити, внаслідок чого виходить деяке третє число. Операція додавання є комутативною, тобто для будь-яких елементів a і b в кільці a + b = b + a. Друга операція, множення, також комутативна, але це справедливо не для всіх кілець. Прикладами некомутативних кілець є матриці і кватерніони. Цілі числа не утворюють тіло, тому що операція множення цілих чисел не завжди допускає обертання — наприклад, не існує такого цілого числа a, що 3 × a = 1.
Цілі числа мають додаткові властивості, які не поширюються на всі комутативні кільця. Важливим прикладом є Основна теорема арифметики, яка говорить, що будь-яке додатне ціле число можна розкласти на добуток простих чисел, причому єдиним чином. Таке розкладання не завжди існує для кілець, але Нетер довела теорему про існування та єдність факторизації ідеалів для багатьох кілець, яку тепер називають теоремою Ласкера — Нетер. Значна частина роботи Нетер полягала у визначенні властивостей, справедливих для всіх кілець, у знаходженні аналогів теорем про цілі числа, а також у знаходженні мінімального набору припущень, достатніх для того, щоб вивести з них певні властивості.

### Перший період (1908—1919)

#### Теорія алгебраїчних інваріантів

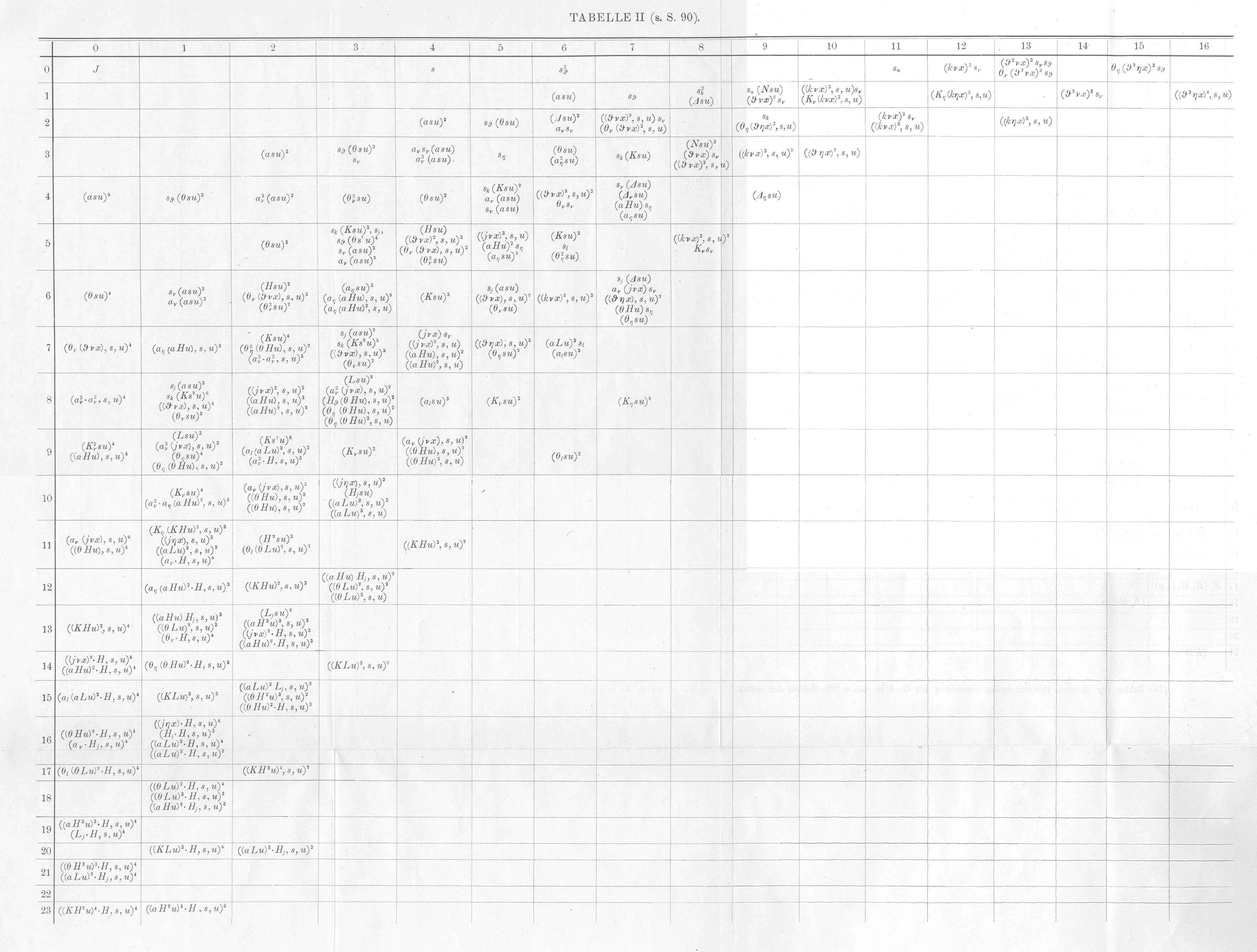
Таблиця 2 з дисертації Нетер з теорії інваріантів. Ця таблиця включає 202 з 331 інваріанта тернарних біквадратичних форм. Ці форми групуються за двома змінним x та u. У таблиці по горизонталі змінюються значення x, по вертикалі — значення u.

Більша частина роботи Еммі Нетер у перший період її наукової кар'єри була пов'язана з теорією інваріантів, головним чином з теорією алгебраїчних інваріантів. Теорія інваріантів вивчає вирази, які залишаються незмінними (інваріантними) щодо певної групи перетворень. Приклад з повсякденного життя: якщо обертати металеву лінійку, то координати її кінців (x1, y1, z1) і (x2, y2, z2) змінюються, але довжина, яка визначається за формулою L2 = Δx2 + Δy2 + Δz2, залишається незмінною. Теорія інваріантів була активною областю досліджень наприкінці XIX століття, поштовхом до чого став виступ Фелікса Кляйна, так звана Ерлангенська програма, згідно з якою різні геометрії повинні характеризуватися наявними в них інваріантами перетворень, наприклад, такими як подвійне відношення в проєктивній геометрії. Класичним прикладом інваріанта є дискримінант B2 − 4AC бінарної квадратичної форми Ax2 + Bxy + Cy2. Дискримінант називається інваріантом, оскільки він не змінюється при лінійних підстановках x→ax + by , y→cx + dy з визначником ad − bc = 1. Ці підстановки утворюють спеціальну лінійну групу SL2. Більш загально, можна розглядати інваріанти однорідних многочленів A0xry0 + … + Arx0yr вищого ступеню, які є многочленами з коефіцієнтами A0, …, Ar. І ще загальніше, можна розглядати однорідні многочлени з більш ніж двома змінними.
Одне з головних завдань теорії алгебраїчних інваріантів полягало в тому, щоб вирішити «проблему кінцевого базису». Сума або добуток будь-яких двох інваріантів — це інваріант, і в проблемі кінцевого базису питається, чи можна одержати всі інваріанти, починаючи з кінцевого списку інваріантів, які називаються генераторами, за допомогою застосування до них операцій додавання і множення. Наприклад, дискримінант дає кінцевий (складається з одного елемента) базис інваріантів бінарних квадратичних форм. Пауль Гордан, науковий керівник Нетер, був знаний як «король теорії інваріантів», і його головний внесок у математику полягав у розв'язанні проблеми кінцевого базису для інваріантів однорідних многочленів від двох змінних. Він довів це, запропонувавши конструктивний спосіб знаходження всіх інваріанти та їх генераторів, але він не міг використовувати цей підхід для інваріанти з трьома або більше змінними. 1890 року Давид Гільберт довів схоже твердження для інваріантів однорідних многочленів від будь-якого числа змінних. Крім того, його метод працював не лише для спеціальної лінійної групи, але й для деяких її підгруп, таких як спеціальна ортогональна група. Його перший доказ не давав жодного способу побудови генераторів, але в пізніших роботах він зробив свій метод більш конструктивним. У своїй дисертації Нетер розповсюдила обчислювальний доказ Гордана на однорідні многочлени від трьох і більше змінних. Конструктивний підхід Нетер дозволив вивчати співвідношення між інваріантами. Згодом, коли вона звернулася до більш абстрактних методів, Нетер називала свою дисертацію Mist («мотлох») і Formelngestrüpp («джунглі з рівнянь»).

#### Теорія Галуа
Теорія Галуа вивчає перетворення числових полів, які переставляють корені деякого рівняння. Розглянемо многочлен від змінної x ступеня n, коефіцієнти якого належать деякому основному полю — наприклад, полю дійсних чисел, раціональних чисел або вирахувань по модулю 7. Може існувати значення змінної х з цього поля, яке обертає многочлен на нуль. Такі значення, якщо вони існують, називаються коренями. Наприклад, многочлен x2 + 1 не має коренів у полі дійсних чисел, оскільки будь-яке значення x робить многочлен більшим або рівним одиниці. Однак, якщо поле розширюється, то будь-який многочлен може почати мати корені, і якщо поле розширене достатньо, то він буде мати n коренів. Продовжуючи попередній приклад, якщо поле розшириться до комплексних чисел, то многочлен набуде два корені, i та −i, де i — уявна одиниця, тобто, i 2 = −1.
Група Галуа многочлена — це сукупність всіх перетворень його поля розкладу, які зберігають основне поле. Група Галуа многочлена x2 + 1 складається з двох елементів: тотожного відображення, яке переводить кожне комплексне число в себе, і комплексного сполучення, яке переводить i в −i. Оскільки група Галуа зберігає основне поле, то коефіцієнти многочлена залишаються без змін, тому і множина його коренів не змінюється. Однак корінь цього многочлена може перейти в інший його корінь, тому перетворення визначає перестановку n коренів між собою. Значущість групи Галуа випливає з основної теореми теорії Галуа, яка говорить, що поля, які лежать між основним полем і полем розкладання, перебувають у взаємно-однозначній відповідності з підгрупами групи Галуа.
1918 року Нетер опублікувала плідну статтю про зворотну задачу теорії Галуа. Замість визначення групи Галуа для цього поля та його розширення, Нетер поставила питання, чи завжди можна знайти таке розширення цього поля, яке має дану групу в якості групи Галуа. Вона показала, що ця проблема зводиться до так званої «проблеми Нетер»: чи вірно, що поле елементів, нерухомих відносно підгрупи G групи Sn, яка діє на поле k(x1, … , xn), завжди є суто трансцендентним розширенням поля k. (Вона вперше каже про цю проблему в статті 1913 року, приписуючи її своєму колезі Фішеру.) Нетер показала, що це твердження справедливе для n = 2, 3 або 4. 1969 року Р. Суон знайшов контрприклад до задачі Нетер, у якому n = 47, а G — циклічна група порядку 47 (хоча ця група може бути реалізована як група Галуа над полем раціональних чисел іншими способами). Обернена задача теорії Галуа залишається нерозв'язаною.

#### Фізика
Нетер прибула до Геттінгена 1915 року на прохання Давида Гільберта і Фелікса Кляйна, які були зацікавлені одержати знання в області теорії інваріантів, з метою допомогти їм у розумінні загальної теорії відносності — геометричної теорії гравітації, яку розробив здебільшого Альберт Ейнштейн. Гільберт зауважив, що закон збереження енергії, ймовірно, порушується в загальній теорії відносності, у зв'язку з тим, що гравітаційна енергія може сама по собі бути джерелом гравітації. Нетер знайшла розв'язок цього парадоксу, використовуючи першу теорему Нетер, яку вона довела в 1915 році, але не опубліковану до 1918 року. Вона вирішила не тільки цю проблему в загальній теорії відносності, але й визначила величини, що зберігаються, для кожної системи фізичних законів, які мають деяку безперервну симетрію.
Одержавши її роботу, Ейнштейн написав Гільберту:
|  | «Вчора я одержав від Міс Нетер дуже цікаву статтю про інваріанти. Я вражений, що такі речі можна зрозуміти таким загальним чином. Стара гвардія в Геттінгені повинна взяти кілька уроків у Міс Нетер! Вона, здається, знає свою справу Kimberling, 1981, с. 13."Оригінальний текст (англ.) ["Yesterday I received from Miss Noether a very interesting paper on invariants. I'm impressed that such things can be understood in such a general way. The old guard at Göttingen should take some lessons from Miss Noether! She seems to know her stuff."] Помилка: [undefined] Помилка: {{Lang}}: немає тексту (допомога): не вказано код мови (допомога) |

Для ілюстрації, якщо фізична система веде себе однаково незалежно від того, як вона орієнтована в просторі, то фізичні закони, які керують нею, є симетричними відносно обертань; з цієї симетрії, згідно з теоремою Нетер, слідує, що обертальний момент системи має бути постійним. Фізична система сама по собі не може бути симетричною; зазубрені астероїди, обертаючись у просторі, зберігають кінетичний момент, попри їх асиметрію. Швидше, симетрія фізичних законів, що регулюють систему, відповідає за Закони збереження. Як інший приклад, якщо фізичний експеримент дає один і той самий результат у будь-якому місці і в будь-який час, то його закони симетричні щодо безперервних зсувів у просторі та в часі; за теоремою Нетер з наявності цих симетрій випливають закон збереження імпульсу й енергії в межах цієї системи, відповідно.
Теорема Нетер стала одним з основних інструментів сучасної теоретичної фізики завдяки теоретичному розумінню законів збереження, яке вона дає, а також як практичний інструмент розрахунків.

### Другий період (1920—1926)
Хоча результати першого періоду роботи Нетер були захопливими, її популярність як математикині спирається більшою мірою на роботу, яку вона зробила під час другого та третього періодів, як відзначали Герман Вейль і Бартель Варден у своїх некрологах про неї.
У цей час вона не просто застосовувала ідеї і методи колишніх математиків, а розробляла нові системи математичних визначень, які знайдуть застосування в майбутньому. Зокрема, вона розробила абсолютно нову теорію ідеалів у кільцях, узагальнивши більш ранню роботу Дедекінда. Вона також славиться розробкою умови обриву зростальних ланцюгів — простої умови скінченності, використовуючи яку вона змогла отримати вагомі результати. Такі умови і теорія ідеалів дозволили Нетер узагальнити багато минулих результатів і поглянути по-новому на старі проблеми, такі як теорія виключення і алгебраїчні многовиди, які вивчав її батько.

#### Зростальні та спадні ланцюги
У цей період своєї роботи Нетер прославилася своїм спритним використанням умов обриву зростальних і спадних ланцюгів. Послідовність непустих підмножин A1, A2, A3 … множини S, називається зростальною, за умови, що кожна з них є підмножиною наступної
{\displaystyle A_{1}\subset A_{2}\subset A_{3}\subset \cdots .}
І навпаки, послідовність підмножин S називається спадною, якщо кожна з них містить таку підмножину:
{\displaystyle A_{1}\supset A_{2}\supset A_{3}\supset \cdots .}
Послідовність стабілізується після кінцевого числа кроків, якщо існує таке n, що {\displaystyle A_{n}=A_{m}} для всіх m ≥ n. Сукупність підмножин заданої множини задовольняє умові обриву зростальних ланцюгів, якщо будь-яка зростальна послідовність стає постійною після кінцевого числа кроків. Якщо будь-яка спадна послідовність стає постійною після кінцевого числа кроків, то сукупність підмножин задовольняє умові обриву спадних ланцюгів.
Умови обриву зростальних і спадних ланцюгів є загальними — в тому сенсі, що їх можна застосовувати для багатьох типів математичних об'єктів — і на перший погляд здаються не дуже потужним інструментом. Нетер показала, як можна використовувати такі умови з максимальною користю: наприклад, як використовувати їх, щоб показати, що кожен набір підоб'єктів має максимальний або мінімальний елемент, що складний об'єкт можна побудувати з меншого числа твірних елементів. Ці висновки часто є найважливішими кроками в доказах.
Багато типів об'єктів в абстрактній алгебрі можуть задовольняти умовам обриву ланцюгів, і, як правило, якщо вони задовольняють умові обриву зростальних ланцюгів, то їх називають нетеровими. За визначенням, нетерове кільце задовольняє умові обриву зростальних ланцюгів ідеалів. Нетерова група визначається як група, в якій кожен строго зростальний ланцюг підгруп скінченний. Нетеровий модуль — модуль, у якому кожна зростальна послідовність підмодулів стає постійною після кінцевого числа кроків. Нетеровий простір — топологічний простір, у якому кожна зростальна послідовність відкритих просторів стає постійною після кінцевого числа кроків; це визначення робить спектр нетерового кільця нетеровим топологічним простором.
Умови обриву ланцюгів часто «успадковуються» підоб'єктами. Наприклад, всі підпростори нетерового простору нетерові; всі підгрупи і фактор-групи нетерової групи також нетерові; те саме справджується для підмодулів і фактор-модулів нетерового модуля. Всі фактор-кільця нетерового кільця нетерові, але це не обов'язково справджується для підкілець. Умови обриву ланцюгів також можуть бути успадковані комбінаціями або розширеннями нетерового об'єкта. Наприклад, кінцеві прямі суми нетерових кілець нетерові, як і кільце формальних степеневих рядів над нетеровим кільцем.
Інше застосування умов обриву ланцюгів — нетерова індукція, яка є узагальненням математичної індукції. Нетерову індукцію часто використовують для зведення твердження про сукупність об'єктів до твердження про конкретні об'єкти з цієї сукупності. Припустимо, що S є частково впорядкованою множиною. Одним зі способів доведення твердження про об'єкти з S є припущення про існування контрприкладу та отримання протиріччя. Основною передумовою для нетерової індукції є те, що кожна непорожня підмножина S містить мінімальний елемент; зокрема, множина всіх контрприкладів містить мінімальний елемент. Тоді для того, щоб довести первинне твердження, достатньо довести, що для будь-якого контрприкладу є менший контрприклад.

#### Комутативні кільця, ідеали та модулі
У статті «Теорія ідеалів у кільцях» 1921 року Нетер розробила основи загальної теорії комутативних кілець і дала одне з перших загальних визначень комутативного кільця. Раніше багато результатів комутативної алгебри обмежувалися окремими прикладами комутативних кілець, такими як кільця многочленів над полем або кільця цілих алгебраїчних чисел. Нетер довела, що в кільці, ідеали якого задовольняють умові обриву зростальних ланцюгів, кожен ідеал кінцево породжений. 1943 року французький математик Клод Шевалле ввів термін «нетерове кільце», щоб описати цю властивість. Головним результатом у статті Нетер 1921 року є теорема Ласкера — Нетер, яка узагальнює теорему Ласкера про приблизне розкладання ідеалів у кільцях многочленів. Теорему Ласкера — Нетер можна розглядати як узагальнення основної теореми арифметики, яка стверджує, що будь-яке ціле позитивне число можна подати у вигляді добутку простих чисел, і що це подання єдине.
Робота Нетер про абстрактну побудову теорії ідеалів у алгебраїчних числових полях (1927 рік) характеризує кільця, в яких ідеали мають однозначне розкладання на прості ідеали, як дедекіндові кільця — нетерові цілозамкнуті кільця розмірності 0 або 1. Ця стаття також містить те, що нині називають теоремами про ізоморфізми, які описують деякі фундаментальні натуральні ізоморфізми, а також деякі інші результати для нетерових і артінових модулів.

#### Теорія виключення
У 1923—1924 року Нетер застосувала свою теорію ідеалів до теорії виключення — у формулюванні, яке вона приписала своєму студентові, Куртові Хенцельту — показавши, що фундаментальні теореми про розкладання многочленів можна узагальнити безпосередньо. Традиційно, теорія виключення розглядає виключення однієї або більшої кількості змінних з системи поліноміальних рівнянь, зазвичай методом результантів. Для ілюстрації, систему рівнянь часто можна записати у вигляді «добутку матриці M (яка не містить змінної x) на вектор-стовпець v (компоненти якого залежать від x) дорівнює нульовому вектору». Отже, визначник матриці M має бути нулем, що дозволяє отримати нове рівняння, яке не залежить від змінної x.

#### Теорія інваріантів кінцевих груп
Методи Гільберта були неконструктивним розв'язком проблеми скінченного базису і їх не можна було використати, щоб отримати кількісну інформацію про алгебраїчні інваріанти, і, до того ж, вони були застосовні не до всіх дій груп. У своїй статті 1915 року Нетер знайшла розв'язок проблеми кінцевого базису для кінцевої групи G, яка діє на скінченновимірному векторному просторі над полем нульової характеристики. Її розв'язок показує, що кільце інваріантів породжується однорідними інваріантами, степені яких не перевищують порядок групи; це називається межею Нетер. У своїй статті вона наводить два доведення існування межі Нетер, обидва вони також працюють у тому разі, коли характеристика основного поля взаємно проста з |G|! (факторіалом порядку групи G). Кількість генераторів не обов'язково оцінюється порядком групи в разі, якщо характеристика поля ділить |G|, але Нетер не змогла визначити, чи застосовна ця оцінка у разі, коли характеристика поля ділить |G|!, але не |G|. 2000 року Мартін Флейшман, а 2001 року — Браян Фогарті довели, що межа Нетер є і в цьому випадку.
У своїй роботі 1926 року Еммі Нетер поширила теорему Гільберта на випадок, коли характеристика поля ділить порядок групи. Цю теорему згодом поширили на випадок довільної редуктивної групи з доказом Вільяма Габоша гіпотези Мамфорда. У цій роботі Нетер також довела лему Нетер про нормалізацію, яка стверджує, що кінцево породжена область цілісності A над полем k містить набір алгебраїчно незалежних елементів x1, …, x1, … , xn, таких, що A є цілою над k[x1, … , xn].

#### Внесок у топологію

Безперервна деформація кружки в пончик (тор) і назад.

Герман Вейль та П. С. Александров у некрологах відзначають, що внесок Нетер у топологію ілюструє ту щедрість, з якою вона ділилася ідеями, а також те, як її здогади могли перетворювати цілі галузі математики. У топології математики вивчають властивості об'єктів, що залишаються незмінними при деформації, як, наприклад, зв'язність простору. Жартома кажуть, що тополог не може відрізнити пончик від кружки, оскільки їх можна безперервно продеформувати один в одного.
Еммі Нетер приписують авторство фундаментальних ідей, які сприяли розвиткові алгебраїчної топології, а саме, ідеї груп гомологій. Влітку 1926 та 1927 року Нетер слухала топологічні курси Гопфа та Александрова, де вона постійно робила зауваження, часто глибокі й тонкі. Александров писав:
|                     | Коли вона вперше познайомилася на наших лекціях з систематичною побудовою комбінаторної топології, вона одразу ж помітила, що доцільно розглядати безпосередньо групи алгебраїчних комплексів і циклів цього поліедра, а групі циклів - підгрупу циклів, гомологічних нулю; замість звичайного визначення чисел Бетті вона запропонувала відразу ж визначити групу Бетті як додаткову групу (фактор-группу) групи всіх циклів за підгрупою циклів, гомологічних до нуля. Це зауваження здається тепер цілком очевидним. Але в ті роки (1925-28), це був абсолютно новий погляд [...]Оригінальний текст (рос.) [Когда она впервые познакомилась на наших лекциях с систематическим построением комбинаторной топологии, она сейчас же заметила, что целесообразно рассматривать непосредственно группы алгебраических комплексов и циклов данного полиедра, а группе циклов — подгруппу циклов, гомологичных нулю; вместо обычного определения чисел Бетти она предложила сразу же определить группу Бетти как дополнительную группу (факторгруппу) группы всех циклов по подгруппе циклов, гомологичных нулю. Это замечание кажется теперь само собой разумеющимся. Но в те годы (1925-28), это была совершенно новая точка зрения […]] Помилка: [undefined] Помилка: {{Lang}}: немає тексту (допомога): текст вже має курсивний шрифт (допомога) |
| — П. С. Александров | |

Пропозицію Нетер, що топологію потрібно вивчати алгебраїчними методами, негайно прийняли Гопф, Александров та інші математики, і вона стала частою темою обговорення серед математиків Геттінгена. Нетер помітила, що систематичне використання поняття групи Бетті робить доказ загальної формули Ейлера — Пуанкаре простим і прозорим, і робота Гопфа на цю тему «носить на собі печатку цих зауважень Еммі Нетер».

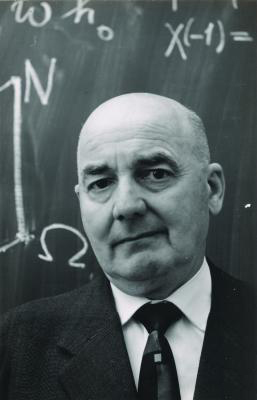
Гельмут Гассе, співрозробник теорії центральних простих алгебр

### Третій період (1927—1935)

#### Гіперкомплексні числа і теорія представлень
Велика робота в області гіперкомплексних чисел і представлень груп була зроблена в XIX і на початку XX століть, але залишалася різнорідною. Нетер об'єднала всі ці результати і створила першу загальну теорію представлень груп та алгебр. Коротко, Нетер об'єднала структурну теорію асоціативних алгебр і теорію представлень груп в одній арифметичній теорії модулів та ідеалів у кільцях, які задовольняють умові обриву зростальних ланцюгів. Ця робота Нетер мала принципове значення для розвитку сучасної алгебри.

#### Некомутативна алгебра
Еммі Нетер разом з Емілем Артіном, Річардом Брауером і Гельмутом Гассе створила теорію центральних простих алгебр.
У своїй статті Нетер, Гассе і Брауер розглядали алгебри з діленням. Вони довели дві важливі теореми: теорема про те, що якщо кінцева центральна алгебра з діленням над числовим полем розщеплюється на місцях усюди, то вона розщеплюється глобально (і тому тривіальна), «основну теорему», яка виходить з неї: кожна кінцевовимірна центральна алгебра з діленням над полем алгебраїчних чисел F розщеплюється над циклічним круговим розширенням. Ці теореми дозволяють класифікувати всі скінченновимірні алгебри з діленням над заданим числовим полем.

## Оцінка та визнання

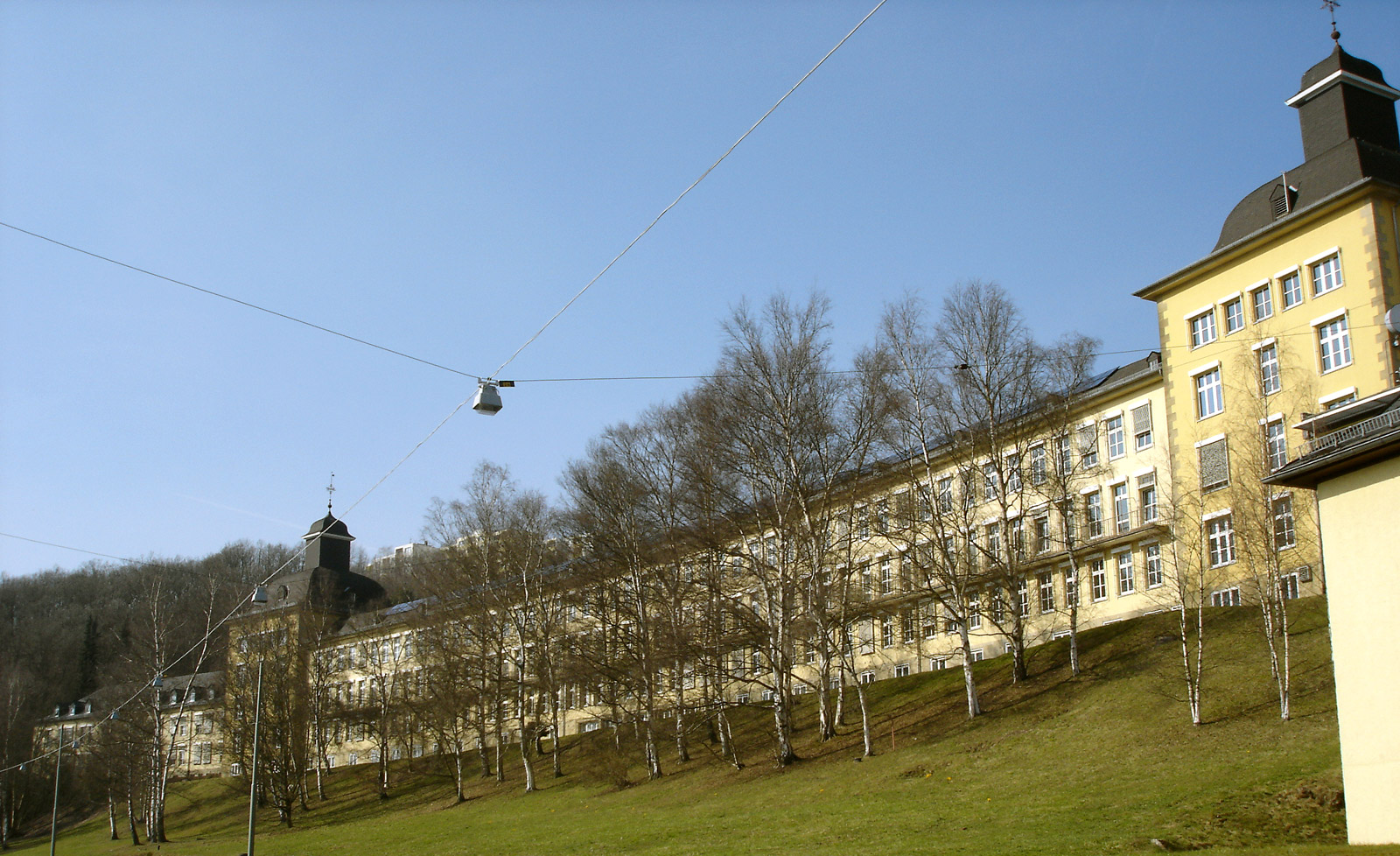
Еммі Нетер-кампус в університеті Зігена — місце математичних і фізичних відомств.

Праці Нетер, як і раніше, актуальні для розвитку теоретичної фізики і математики. Вона є однією з найвидатніших математиків ХХ століття. У некролозі голландський математик Бартель ван дер Варден написав, що математична своєрідність Нетер була «абсолютно поза конкуренцією», а Герман Вейль казав, що Нетер «змінила вигляд алгебри своєю роботою». За життя і досі багато хто вважає Нетер найвизначнішою жінкою-математиком в історії, серед них Павло Александров, Герман Вейль і Жан Д'єдонне.
2 січня 1935 року, за кілька місяців до її смерті, математик Норберт Вінер писав:
|  | Міс Нетер - це [...] найвизначніша жінка-математик в історії [...] і науковиця, яка перебуває принаймні на одному рівні з мадам Кюрі.Оригінальний текст (англ.) Miss Noether is... the greatest woman mathematician who has ever lived; and the greatest woman scientist of any sort now living, and a scholar at least on the plane of Madame Curie. |

На Всесвітній виставці 1964 року, присвяченій сучасній математиці, Нетер була єдиною представницею жінок серед значущих математиків сучасного світу.
Нетер була удостоєна декількох меморіалів:
- Асоціація математикинь проводить лекцію імені Нетер на честь жінок в математиці кожного року; Асоціація характеризує Нетер як «одного зі славетних математиків свого часу; Нетер працювала і боролася за те, що вона любила і у що вірила»[135].
- Математичний та фізичний департаменти університету Зігена розташовані в «кампусі імені Еммі Нетер»[136].
- Німецький дослідницький фонд «Німецьке дослідницьке співтовариство» заснував стипендію імені Еммі Нетер, яка забезпечує фінансування перспективних молодих вчених для їхніх подальших науково-дослідних і навчальних практик[137].
- Середню школу в Ерланген перейменували в «Школу імені Еммі Нетер».
- Інститут теоретичної фізики (Канада) щорічно нагороджує премією Еммі Нетер видатних[138] жінок — фізиків-теоретиків. Територія інституту є домом для Ради Еммі Нетер[138].
- 1970 року Міжнародний астрономічний союз присвоїв ім'я Еммі Нетер кратерові на зворотному боці Місяця.

## Список докторантів
| Галуження розв'язків нелінійних диференціальних рівнянь§ |

| Сукупність кубічних і квадратних рівнянь з впливом будь-якої області раціональності |

| Питання про кінцеву кількість кроків у теорії ідеалів багаточленів за допомогою теореми Курта Гензельта§ |

| Відношення між ідеалами різних кілець§ |

| Про узагальнену концепцію групи§ |

| До теорії первинних кілець§ |

| Ідеальна теоретична інтерпретація представлення довільних натуральних чисел через квадратичні форми§ |

| Про цілком наведені кільця та підкільця§ |

| Про арифметичну теорію алгебраїчних функцій§ |

| Про теорію автоморфізмів кільця абелевих груп та їхні аналоги для некомутативних груп§ |

| Теорема Рімана — Роха і дзета-функція гіперкомплексних чисел§ |

| Алгебри над полями функцій§ |

| Про деякі співвідношення між арифметикою гіперкомплексних числових систем і полів алгебраїчних чисел§ |

| Розкладання, які не є полями Галуа, простих систем § |

| Застосування р-адичної теорії в некомутативній алгебрі§ |

### Вибрані роботи Еммі Нетер
- Noether, Emmy (1908), Über die Bildung des Formensystems der ternären biquadratischen Form [On Complete Systems of Invariants for Ternary Biquadratic Forms], Journal für die reine und angewandte Mathematik (German) , DE: Uni Göttingen, 134: 23–90 and two tables, doi:10.1515/crll.1908.134.23, архів оригіналу за 8 березня 2013, процитовано 18 листопада 2017.
- ——— (1913), Rationale Funktionenkörper [Rational Function Fields], J. Ber. D. DMV (German) , DE: Uni Göttingen, 22: 316—19, архів оригіналу за 8 березня 2013, процитовано 18 листопада 2017.
- ——— (1915), Der Endlichkeitssatz der Invarianten endlicher Gruppen [The Finiteness Theorem for Invariants of Finite Groups] (PDF), Mathematische Annalen (German) , DE: Digizeitschriften, 77: 89—92, doi:10.1007/BF01456821, архів оригіналу (PDF) за 21 серпня 2020, процитовано 18 листопада 2017
- ——— (1918), Gleichungen mit vorgeschriebener Gruppe [Equations with Prescribed Group], Mathematische Annalen (German) , 78: 221—29, doi:10.1007/BF01457099, архів оригіналу за 3 вересня 2014, процитовано 18 листопада 2017.
- ——— (1918b), Invariante Variationsprobleme [Invariant Variation Problems], Nachr. D. König. Gesellsch. D. Wiss. (German) , Göttingen: Math-phys. Klasse, 1918: 235—257. English translation by M. A. Tavel (1918), arXiv:physics/0503066.
- ——— (1921), Idealtheorie in Ringbereichen [The Theory of Ideals in Ring Domains], Mathematische Annalen (German) , Metapress, 83 (1), doi:10.1007/bf01464225, ISSN 0025-5831, архів оригіналу (PDF) за 3 вересня 2014, процитовано 18 листопада 2017.
- ——— (1923), Zur Theorie der Polynomideale und Resultanten (PDF), Mathematische Annalen (German) , DE: Digizeitschriften, 88: 53—79, doi:10.1007/BF01448441, архів оригіналу (PDF) за 22 серпня 2020, процитовано 18 листопада 2017.
- ——— (1923b), Eliminationstheorie und allgemeine Idealtheorie (PDF), Mathematische Annalen (German) , DE: Digizeitschriften, 90 (3–4): 229—61, doi:10.1007/BF01455443, архів оригіналу (PDF) за 20 серпня 2020, процитовано 18 листопада 2017.
- ——— (1924), Eliminationstheorie und Idealtheorie, Jahresbericht der Deutschen Mathematiker-Vereinigung (German) , DE: Uni Göttingen, 33: 116—20, архів оригіналу за 8 березня 2013, процитовано 18 листопада 2017.
- ——— (1926), Der Endlichkeitsatz der Invarianten endlicher linearer Gruppen der Charakteristik p [Proof of the Finiteness of the Invariants of Finite Linear Groups of Characteristic p], Nachr. Ges. Wiss (German) , DE: Uni Göttingen: 28—35, архів оригіналу за 8 березня 2013, процитовано 18 листопада 2017.
- ——— (1926b), Ableitung der Elementarteilertheorie aus der Gruppentheorie [Derivation of the Theory of Elementary Divisor from Group Theory], Jahresbericht der Deutschen Mathematiker-Vereinigung (German) , DE: Digizeitschriften, 34 (Abt. 2): 104, архів оригіналу за 8 березня 2013, процитовано 18 листопада 2017.
- ——— (1927), Abstrakter Aufbau der Idealtheorie in algebraischen Zahl- und Funktionenkörpern [Abstract Structure of the Theory of Ideals in Algebraic Number Fields], Mathematische Annalen (German) , 96 (1): 26—61, doi:10.1007/BF01209152, архів оригіналу (PDF) за 3 вересня 2014, процитовано 18 листопада 2017.
- Brauer, Richard; Noether, Emmy (1927), Über minimale Zerfällungskörper irreduzibler Darstellungen [On the Minimum Splitting Fields of Irreducible Representations], Sitz. Ber. D. Preuss. Akad. D. Wiss. (German) : 221—28.
- Noether, Emmy (1929), Hyperkomplexe Größen und Darstellungstheorie [Hypercomplex Quantities and the Theory of Representations], Mathematische Annalen (German) , 30: 641—92, doi:10.1007/BF01187794, архів оригіналу за 29 березня 2016, процитовано 18 листопада 2017.
- Brauer, Richard; Hasse, Helmut; Noether, Emmy (1932), Beweis eines Hauptsatzes in der Theorie der Algebren [Proof of a Main Theorem in the Theory of Algebras], Journal für Math. (German) , DE: Uni Göttingen, 167: 399—404, архів оригіналу за 8 березня 2013, процитовано 18 листопада 2017.
- Noether, Emmy (1933), Nichtkommutative Algebren [Noncommutative Algebras], Mathematische Zeitschrift (German) , 37: 514—41, doi:10.1007/BF01474591.
- ——— (1983), Jacobson, Nathan (ред.), Gesammelte Abhandlungen [Collected papers] (German) , Berlin, New York: Springer-Verlag, с. viii, 777, ISBN 3-540-11504-8, MR 0703862.

### Додаткові джерела
- Александров П. С. Памяти Эмми Нётер // УМН. — 1936. — Вип. 2. — С. 255–265.
- Dick, Auguste (1981), Emmy Noether: 1882–1935, Boston: Birkhäuser, ISBN 3-7643-3019-8. Trans. H. I. Blocher.
- Kimberling, Clark (1981), Emmy Noether and Her Influence, у Brewer, James W; Smith, Martha K (ред.), Emmy Noether: A Tribute to Her Life and Work, New York: Marcel Dekker, с. 3—61, ISBN 0-8247-1550-0.
- Lederman, Leon M.; Hill, Christopher T (2004), Symmetry and the Beautiful Universe, Amherst: Prometheus Books, ISBN 1-59102-242-8.
- Osen, Lynn M. (1974), Emmy (Amalie) Noether, Women in Mathematics, MIT Press, с. 141–52, ISBN 0-262-15014-X.
- Fleischmann, Peter (2000), The Noether bound in invariant theory of finite groups, Advances in Mathematics, 156 (1): 23—32, doi:10.1006/aima.2000.1952, MR 1800251.
- Fogarty, John (2001), On Noether's bound for polynomial invariants of a finite group, Electronic Research Announcements of the American Mathematical Society, 7 (2): 5—7, doi:10.1090/S1079-6762-01-00088-9, MR 1826990, архів оригіналу за 12 січня 2013, процитовано 16 червня 2008
- Gilmer, Robert (1981), Commutative Ring Theory, у Brewer, James W; Smith, Martha K (ред.), Emmy Noether: A Tribute to Her Life and Work, New York: Marcel Dekker, с. 131—43, ISBN 0-8247-1550-0.
- Gordan, Paul (1870), Die simultanen Systeme binärer Formen, Mathematische Annalen (German) , 2 (2): 227—280, doi:10.1007/BF01444021, архів оригіналу за 3 вересня 2014, процитовано 18 листопада 2017.
- Hasse, Helmut (1933), Die Struktur der R. Brauerschen Algebrenklassengruppe über einem algebraischen Zahlkörper, Mathematische Annalen (German) , 107: 731—760, doi:10.1007/BF01448916, архів оригіналу за 5 березня 2016, процитовано 18 листопада 2017.
- Hilbert, David (December 1890), Ueber die Theorie der algebraischen Formen, Mathematische Annalen (German) , 36 (4): 473—534, doi:10.1007/BF01208503, архів оригіналу за 3 вересня 2014, процитовано 18 листопада 2017.
- Mac Lane, Saunders (1981), Mathematics at the University of Göttingen 1831–1933, у Brewer, James W; Smith, Martha K (ред.), Emmy Noether: A Tribute to Her Life and Work, New York: Marcel Dekker, с. 65—78, ISBN 0-8247-1550-0.
- Malle, Gunter; Matzat, Bernd Heinrich (1999), Inverse Galois theory, Springer Monographs in Mathematics, Berlin, New York: Springer-Verlag, ISBN 978-3-540-62890-3, MR 1711577.
- Taussky, Olga (1981), My Personal Recollections of Emmy Noether, у Brewer, James W; Smith, Martha K (ред.), Emmy Noether: A Tribute to Her Life and Work, New York: Marcel Dekker, с. 79—92, ISBN 0-8247-1550-0.
- ——— (1985), A History of Algebra: from al-Khwārizmī to Emmy Noether, Berlin: Springer-Verlag, ISBN 0-387-13610-X.
- Weyl, Hermann (1935), Emmy Noether, Scripta Mathematica, 3 (3): 201—220, reprinted as an appendix to Dick, (1981).
- Weyl, Hermann (1944), David Hilbert and his mathematical work, Bulletin of the American Mathematical Society, 50 (9): 612—654, doi:10.1090/S0002-9904-1944-08178-0, MR 0011274.